# Galápagosi óriásteknős

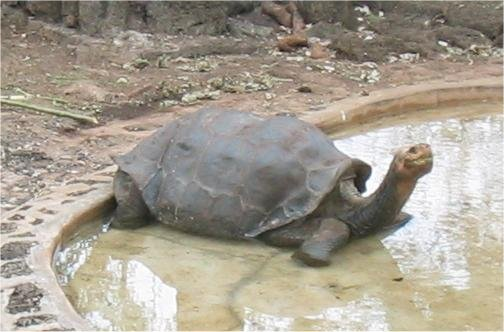
Magányos George alfajának utolsó élő képviselője volt

A galápagosi óriásteknős vagy más néven elefántteknős (Chelonoidis nigra)  a hüllők (Reptilia) osztályába, a teknősök (Testudines) rendjébe, ezen belül a szárazföldi teknősfélék (Testudinidae) családjába tartozó faj.

## Elterjedése
Csak az Ecuadorhoz tartozó Galápagos-szigeteken találhatók meg, egyre kisebb számban.

## Alfajai
A Galápagos-szigeteken 10 alfaja él az óriásteknősnek. Régen természetesen sokkal gyakoribbak voltak, a spanyol felfedezői hajdan éppen a teknősökről nevezték el a szigetcsoportot (galápagos spanyolul teknősöket jelent). Akkor még körülbelül 250 ezer páncélos élt a szigeteken, ma már csak 14-15 ezer maradt meg. Főleg a bálnavadászok és kalózok irtották a 18. és 19. században. Azonban nem csak a vadászat tizedelte, hanem a hajósok által behurcolt jövevények is, köztük elsősorban a vándorpatkányok.
Az alábbi felsorolásban a galápagosi óriásteknős alfajai láthatóak. Nevük után az otthonukul szolgáló sziget neve látható. Mivel a Galápagos-szigetek korábban az angol kalózok kedvelt rejtekhelyei voltak, ők angol eredetű neveket adtak a szigeteknek. Ezért több alfaj nevében is az élőhelyükül szolgáló sziget angol neve van megörökítve. Később Ecuador fennhatósága alá kerültek a szigetek és akkor minden sziget spanyol nevet kapott, amely ma is a hivatalos nevük. Az angol nyelvű források azonban olykor ma is a sziget régebbi angol nevére hivatkoznak. Ezért a sziget hivatalos neve mellett zárójelben meg van adva a sziget angol neve is.
- Chelonoidis nigra abingdonii   – Pinta (Abingdon) – kihalt-Magányos George volt az utolsó feltehetőleg
- Chelonoidis nigra becki – Wolf-vulkán, Észak-Isabela (Albemarle) – 2000 egyed
- Chelonoidis nigra chathamensis – San Cristobal (Chatham) – 700 egyed
- Chelonoidis nigra darwini – San Salvador (James vagy Santiago) – 800 egyed
- Chelonoidis nigra ephippium -Pinzon (Duncan) – 300 egyed
- Chelonoidis nigra guntheri – Sierra Negra terület Délkelet-Isabela (Albemarle) szigeten – 500 egyed
- Chelonoidis nigra hoodensis – Espanola (Hood) – 120 egyed
- Chelonoidis nigra microphyes – Darwin-vulkán, Észak-Isabela – 1000 egyed
- Chelonoidis nigra nigra – Délnyugat-Isabela (Albemarle) – kihalt
- Chelonoidis nigra porteri – Santa Cruz (Indefatigable) – 3000 egyed
- Chelonoidis nigra phantastica – Fernandina (Narborough) Island – kihalt
- Chelonoidis nigra vandenburghi – Alcedo-vulkán, Isabela középső része – 5000 egyed
- Chelonoidis nigra vicina – Cerro Azul, Dél-Isabela – 700 egyed

## Megjelenése
A legnagyobb ma élő szárazföldi teknősfaj, amelyet óriás voltának hangsúlyozásaként elefántteknősnek is hívnak. Testtömege akár 400 kilogramm, testhossza pedig akár 187 cm hosszú is lehet fejétől a farkáig.
Súlyos teknőjének alakja mutatja, milyen élőhelyen él. Azon alfajoknak, amelyek dús növényzettel borított területen élnek, a páncélja boltozatos, a lába és nyaka is rövidebb, így nem tudnak olyan magasra nyújtózni. Más területeken élő alfajoknak, ahol gyérebb a növényzet, a páncéljuk nyereg alakú, valamint hosszabb nyakuk és lábuk is segíti őket abban, hogy jobban elérjék a növényeket. A harmadik típusba a kettő ötvözete tartozik. Ez az élőhelyhez köthető morfológiai változatosság nagy hatással volt a szigeteken tartózkodó fiatal Charles Darwinra is.

## Életmódja

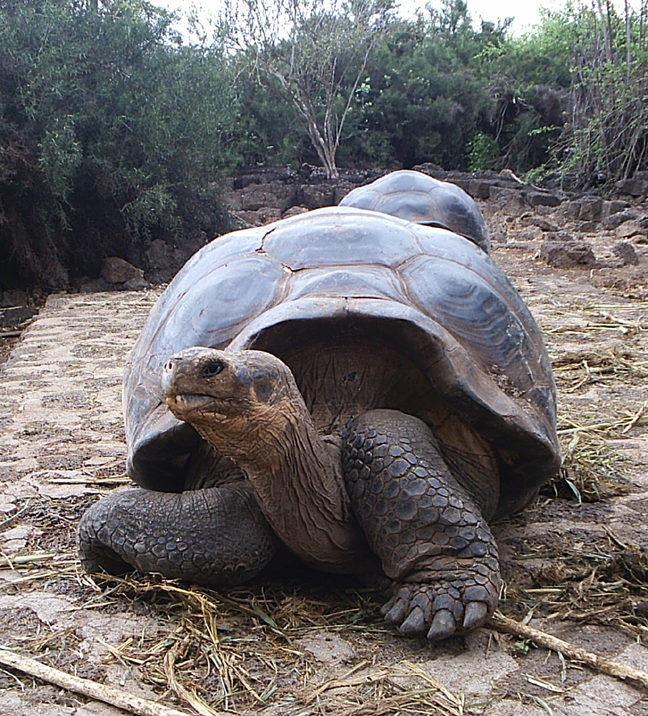

A szigetek szélsőséges éghajlati viszonyaihoz nagyszerűen alkalmazkodtak. A hűvösebb órákat az alacsonyabban fekvő, lávafelszínű területeken töltik. Itt azonban gyér a növényzet, ezért a hőmérséklet emelkedésével a magasabban fekvő, buja növényzetű szigetrészekre vándorolnak. Növényevő állat, főként fűvel és levelekkel táplálkozik, olyan felfegyverzett növényeket is „megtámad”, mint a csalánfélék és a manzanillo-fák. Ez utóbbi valósággal égeti az emberi bőrt, de a páncélosoknak nem tud ártani, a termése kedvelt csemegéjük.
Az óriásteknősök nem a gyorsaságáról híresek, mindössze 0,25 km/h-val sétálnak. Az óriásteknősök napi vándorlásuk során ugyanazt az ösvényt használják. Állatkerti megfigyelések szerint meghatározott sorrendben mennek alvóhelyükre, amelyen belül minden egyed saját területet foglal el. Körülbelül 16 órás szendergés után indulnak ki a külső kifutójukba, szintén meghatározott, de fordított irányú sorrendben, mint befelé. Vagyis az hagyja ott legutoljára a házat, aki legelőször lépett be. A természetben is megfigyelték, hogy összehangolják a napi vándorlásukat. Az évek során több ezernyi teknősláb által legyalult ösvények valóságos országutakká válnak. Fontos, hogy ezeken járjanak, mert a legrövidebb utat jelzik a ritka vulkanikus tavakhoz, az ösvényekről letérve valószínűleg eltévednének. A sorrend a szociális rendszer és dominancia-viszonyok meglétét is jelzi.

## Szaporodása

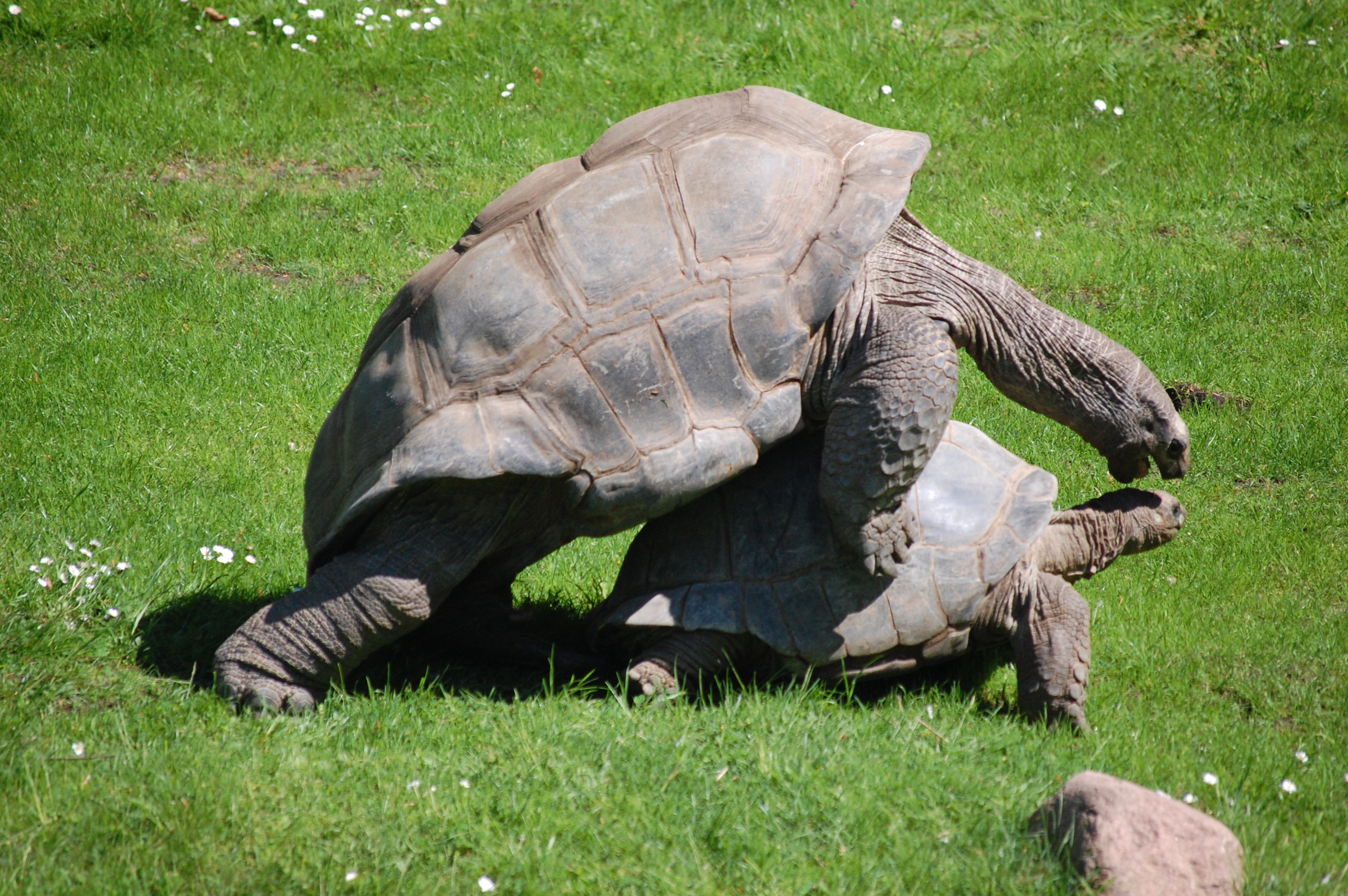
Párosodó óriásteknősök

A nőstények illatanyagokkal jelzik fogékonyságukat január és augusztus között. Mikor a hímek a levegőt szimatolva erről tudósítást kapnak, felkerekednek megkeresni az illat forrását. A találkozást a hím heves udvarlása követi, amely gyakorlatilag azt jelenti, hogy rámászva mozgásképtelenné teszi, majd párzik vele. A nőstények júniustól decemberig több alkalommal ásnak fészket, amelyekbe egyenként átlagosan 10 tojást raknak. A tojások lerakására az alacsonyabban fekvő napos területek a legmegfelelőbbek, a nőstények rendszerint a megszokott fészkelőhelyükre térnek vissza. A lerakott tojásokat a nőstény gondosan betemeti, majd a nap melegére bízza a költésüket. A hőmérsékletviszonyoktól függően 3-8 hónap alatt kelnek ki a kis teknősök. A gyámoltalan, de korán önállóságra kényszerült fiatalok közül csak nagyon kevesen érik meg az első tíz életévüket. A nagyobbra nőtt teknősöknek azonban már nincs természetes ellensége, így akár 120-200 évig is élhetnek. A legöregebbnek tartott egyed Harriet, egy ausztrál állatkert lakója, aki 1830-ban született, és 2006-ban pusztult el.

## Természetvédelmi helyzete

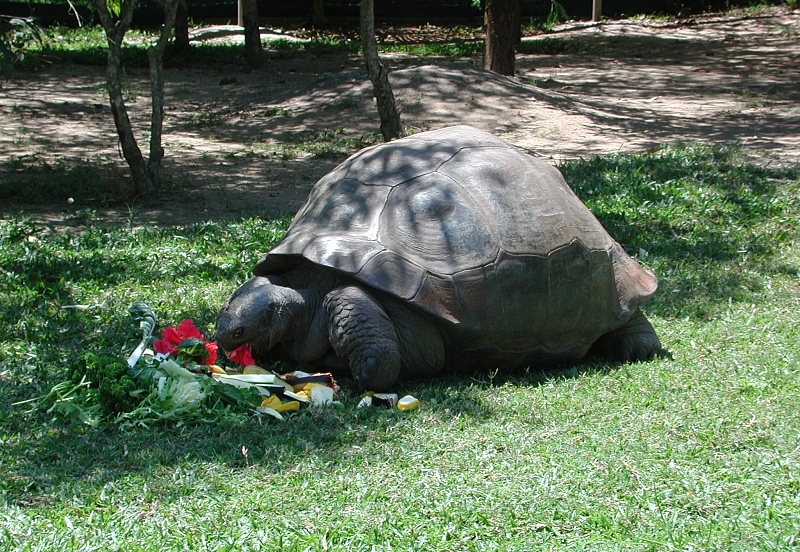
2006-ban hunyt el a világ eddig számon tartott legnagyobb teknőse, Harriet. 175 évet élt.

Bár vannak kihalt alfajai és olyan alfajai is melyek száma nagyon kevés a faj összlétszáma 14-15 ezer egyed között van, ezért a Természetvédelmi Világszövetség a „sebezhető” kategóriába sorolja.
Élőhelyén igyekeznek mindent megtenni a faj megmentése érdekében. Mivel a Galapagos-szigetek Ecuador legtöbb bevételt hozó tartománya, és ez kizárólag a turizmusnak köszönhető, igyekeznek a szigetek legfőbb vonzerejét adó teknősöket megóvni. A ritkább alfajokból tojásokat hoznak be a Charles Darwin Kutatóközpontba, ahol kikeltik azokat. A fiatal teknősöket, mihelyst elérik azt a méretet, hogy már nem fenyegetik őket a betelepített disznók, patkányok, kutyák és macskák, visszaengedik természetes környezetükbe.
Emellett igyekeznek a szigeteket megtisztítani a fiatal teknősökre veszélyes betelepített állatoktól és a teknősök fő táplálékkonkurenseitől, a szintén betelepített kecskéktől, szamaraktól és szarvasmarháktól.

## Egyéb

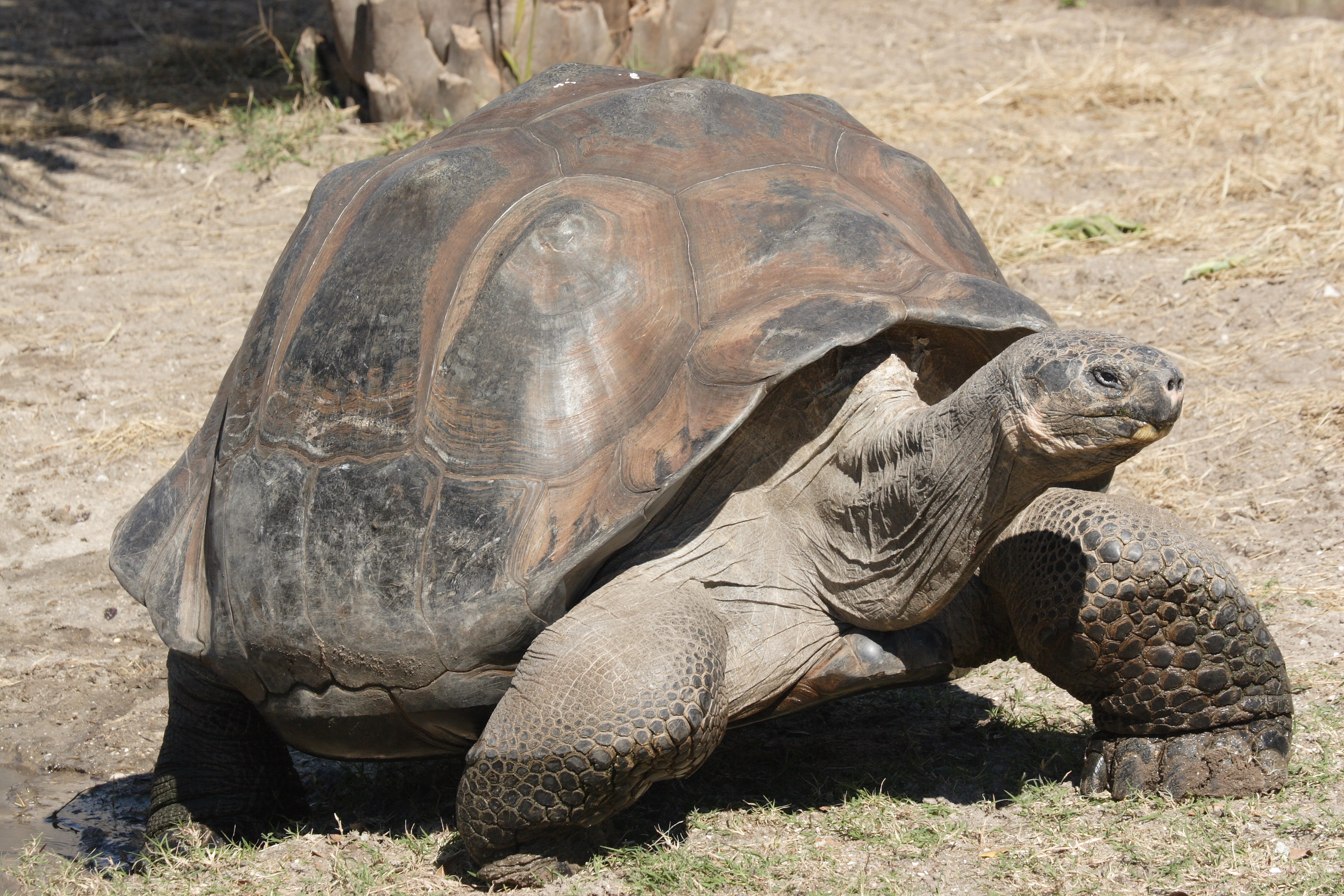

Impozáns mérete és ritka volta miatt kedvelt állatkerti állatnak számít. Elsősorban a gyakoribb alfajait tartják. Főleg az amerikai állatkertekben elterjedt faj, néhány gazdagabb magángyűjtőnél is megtalálható az Egyesült Államokban.
Magyarországon egyetlen állatkertben sem látható, legközelebb Bécsben és Prágában találkozhatunk vele.

## Képek

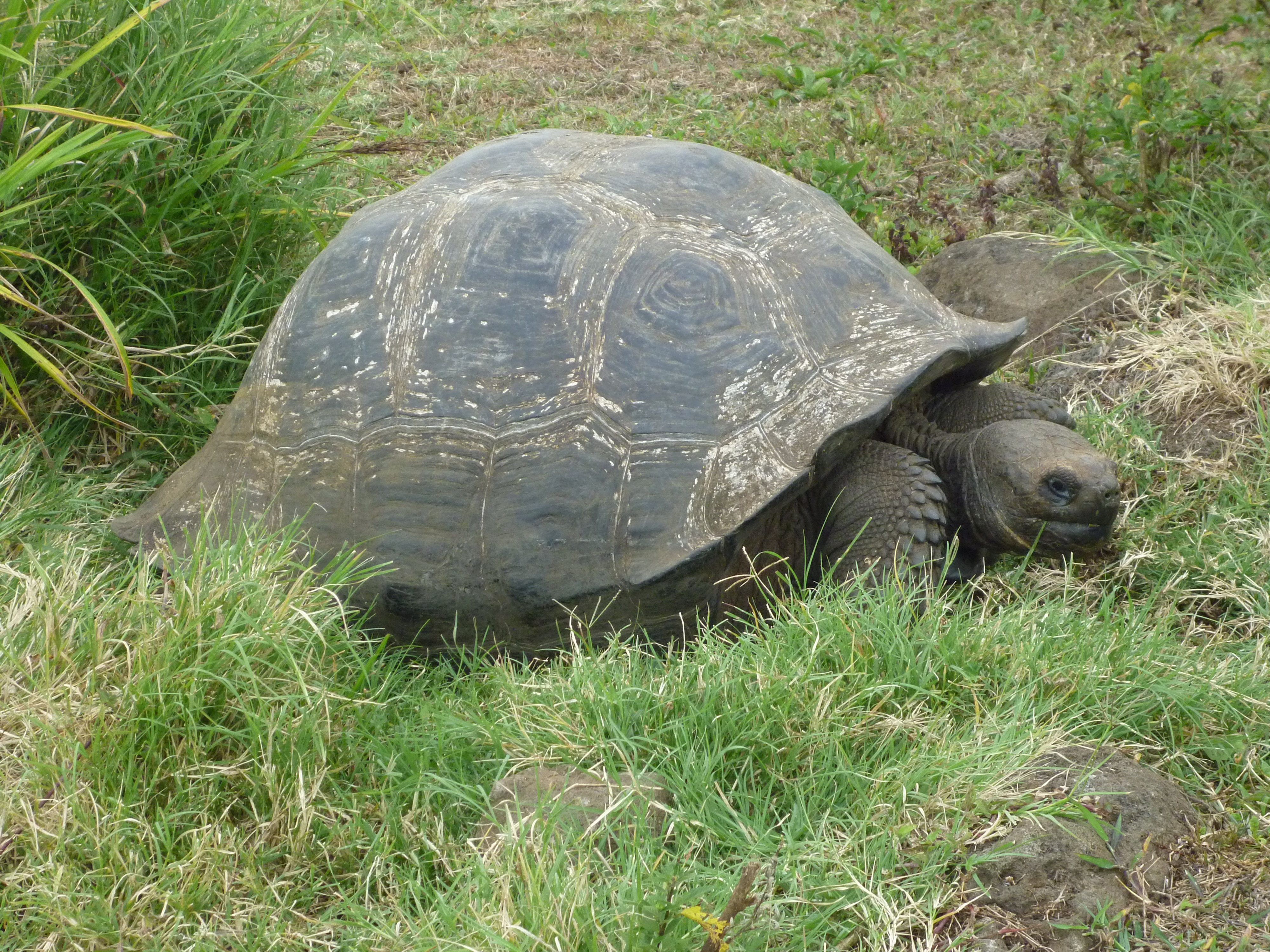
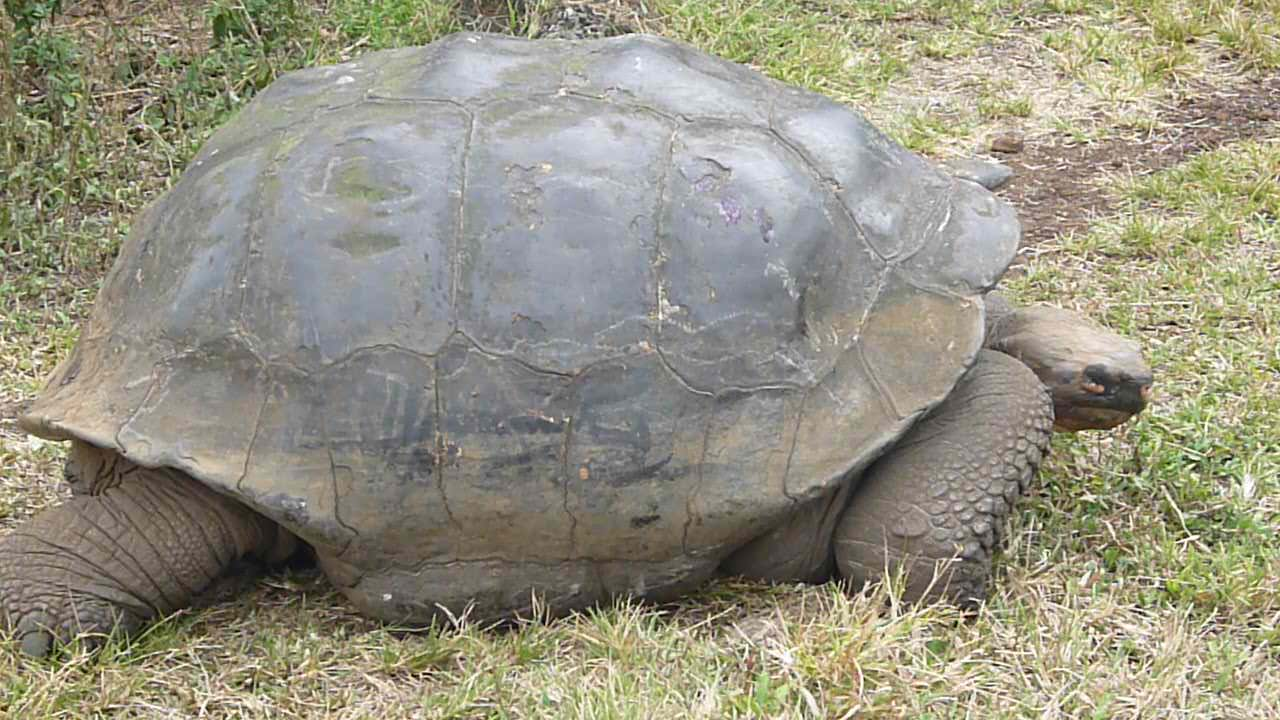
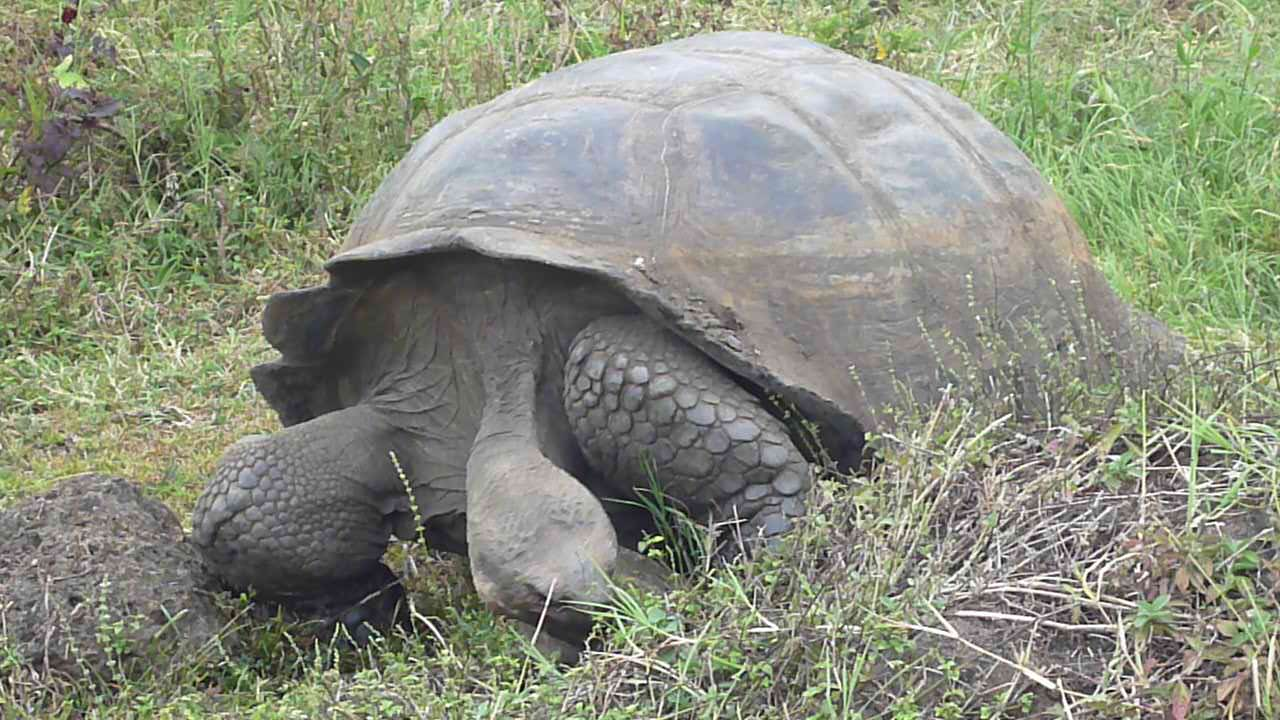
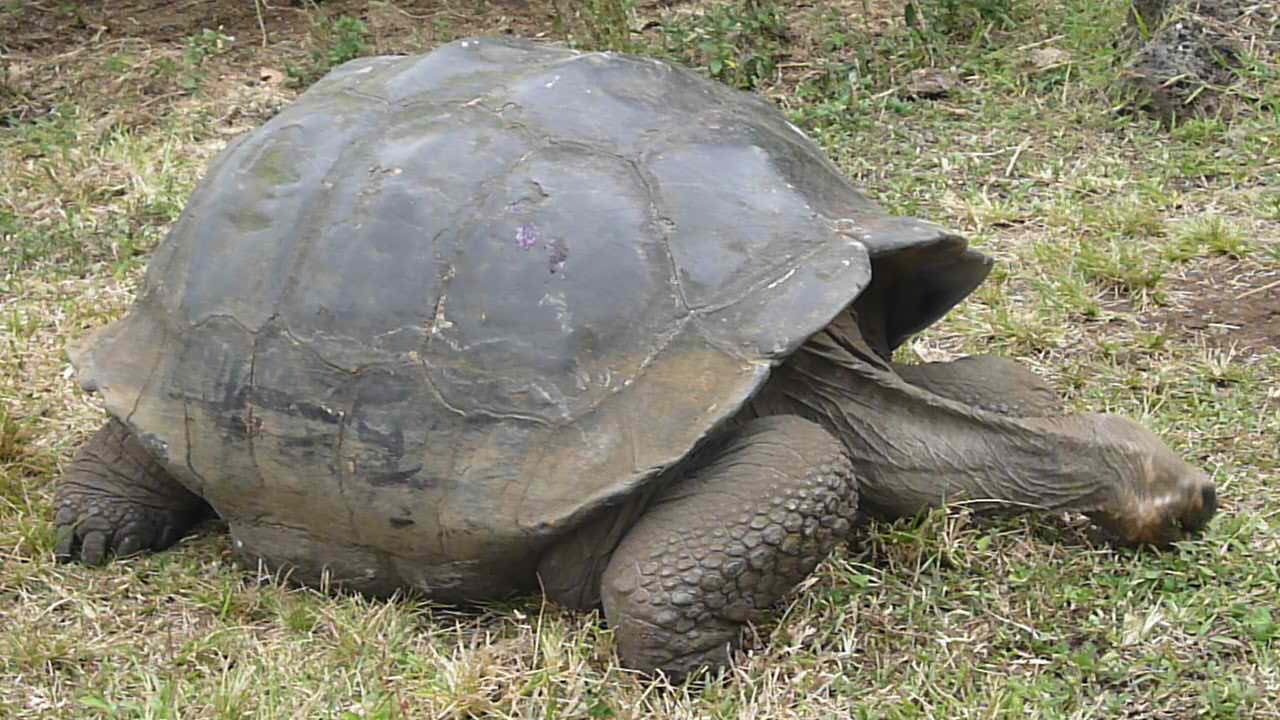
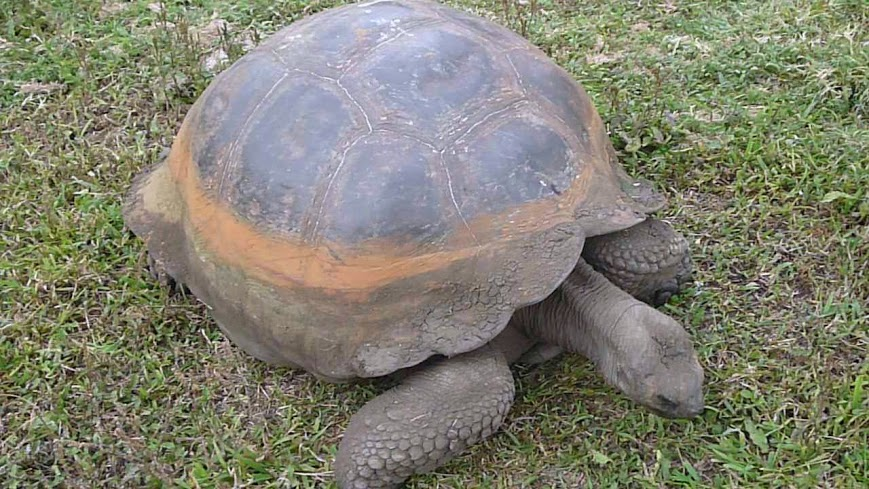
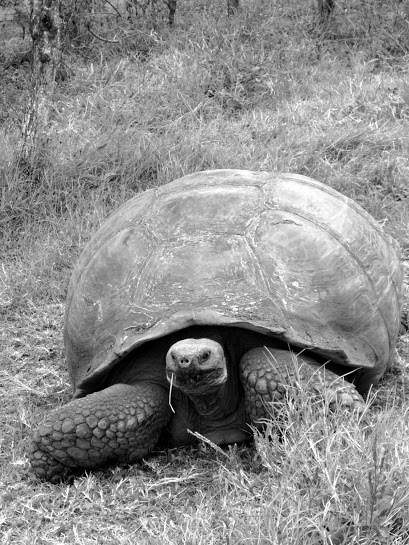
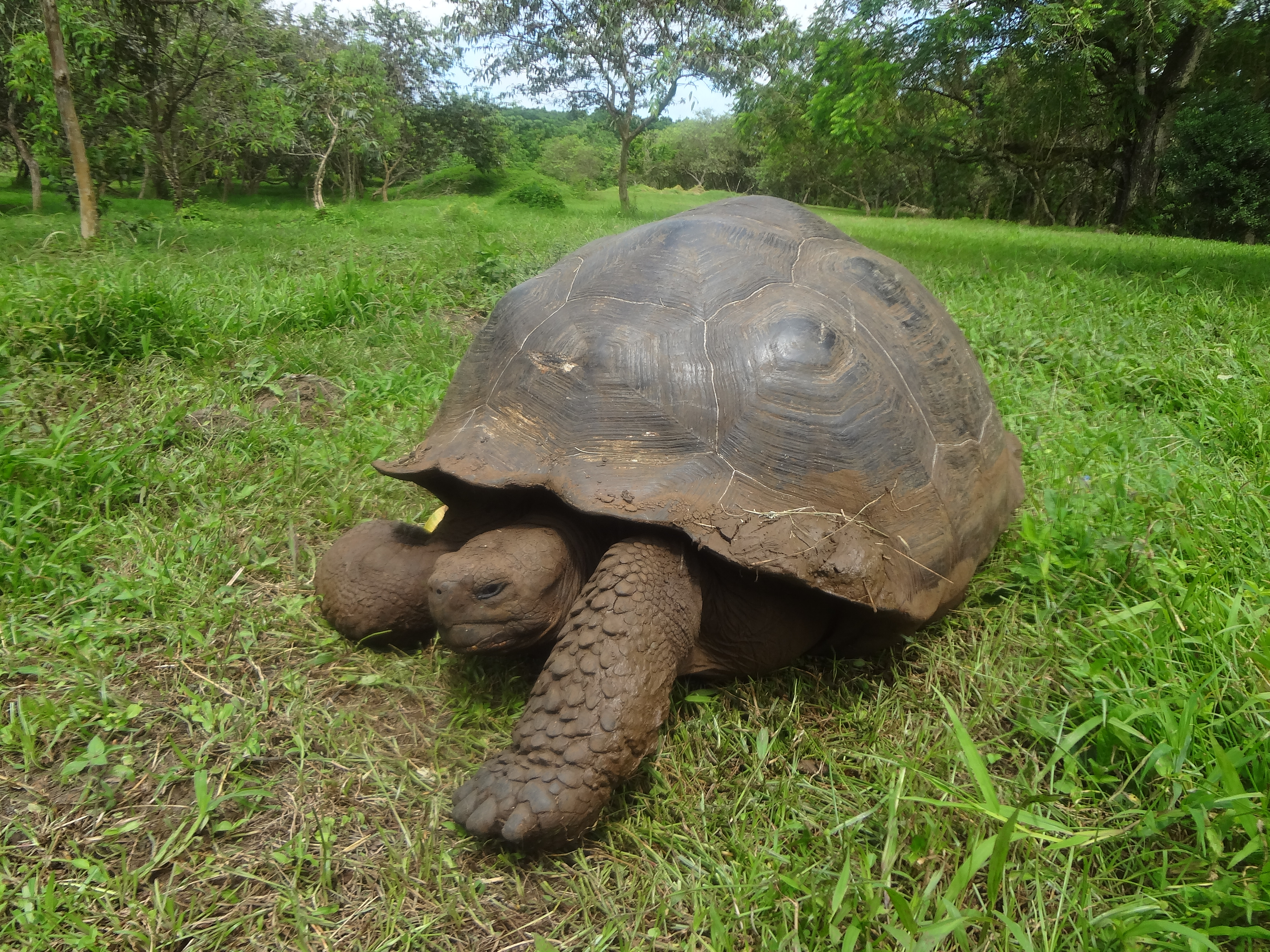
(Chelonoidis nigra) El Chato Reserve, Santa Cruz Galapagos
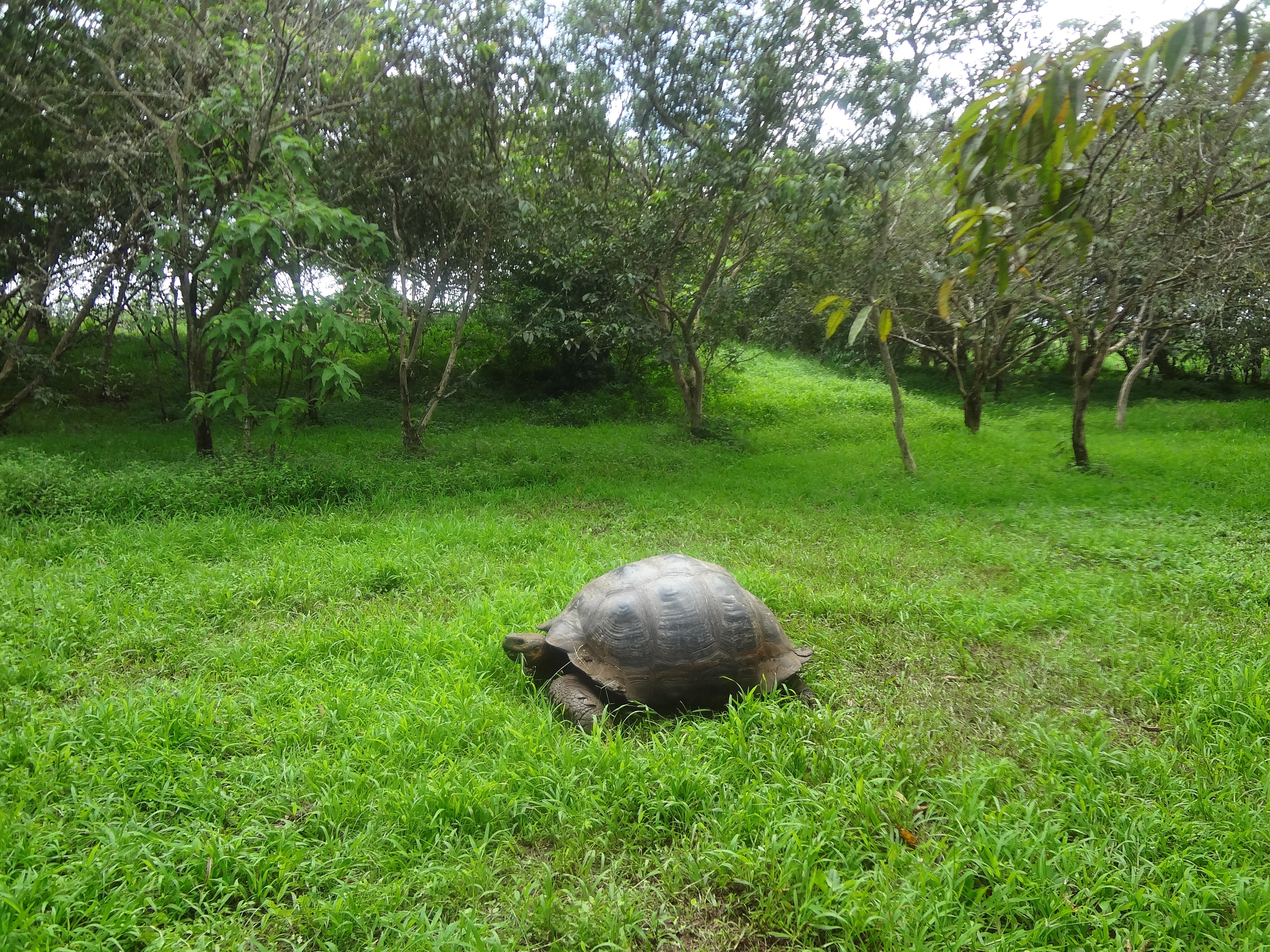
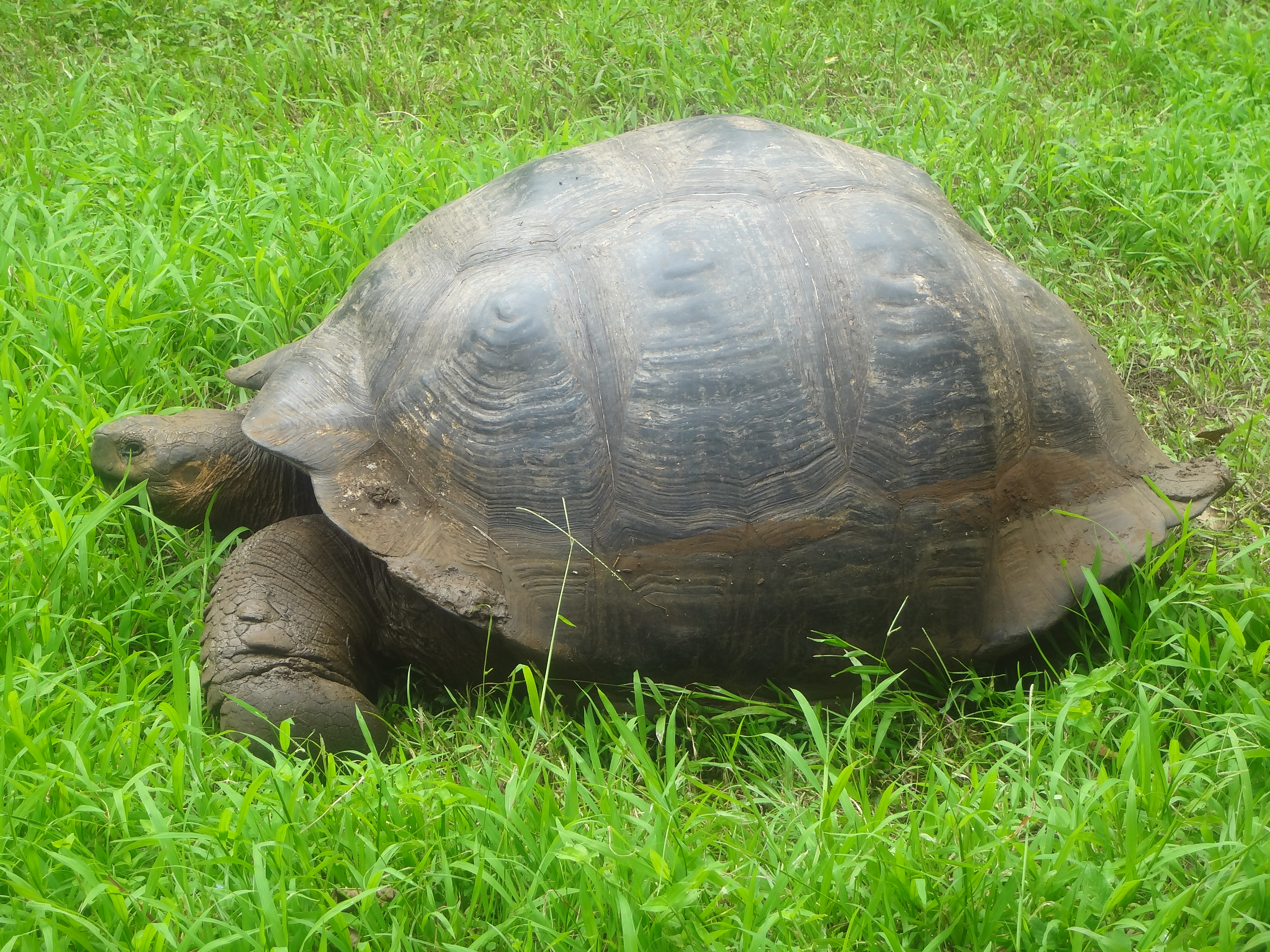
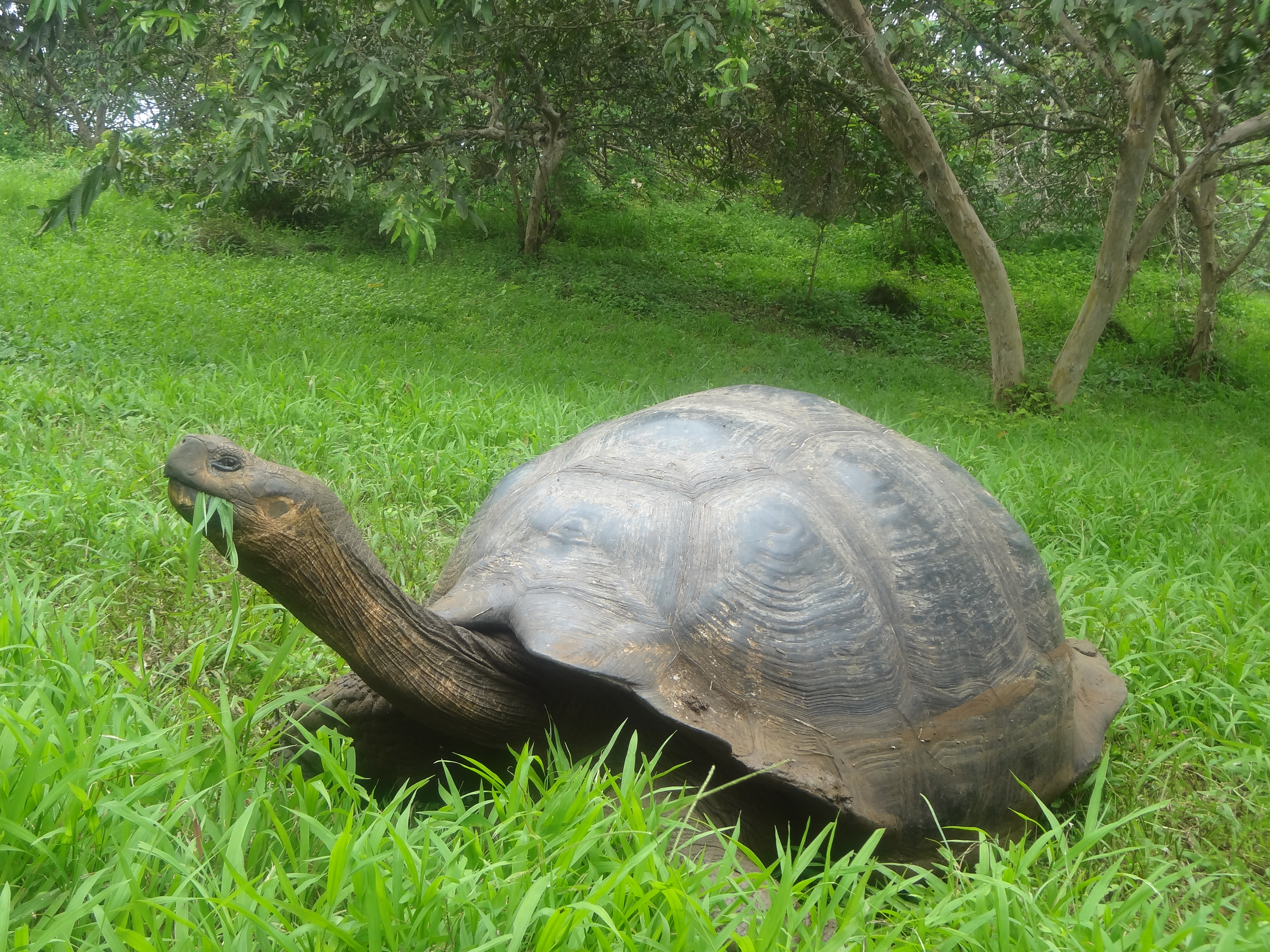
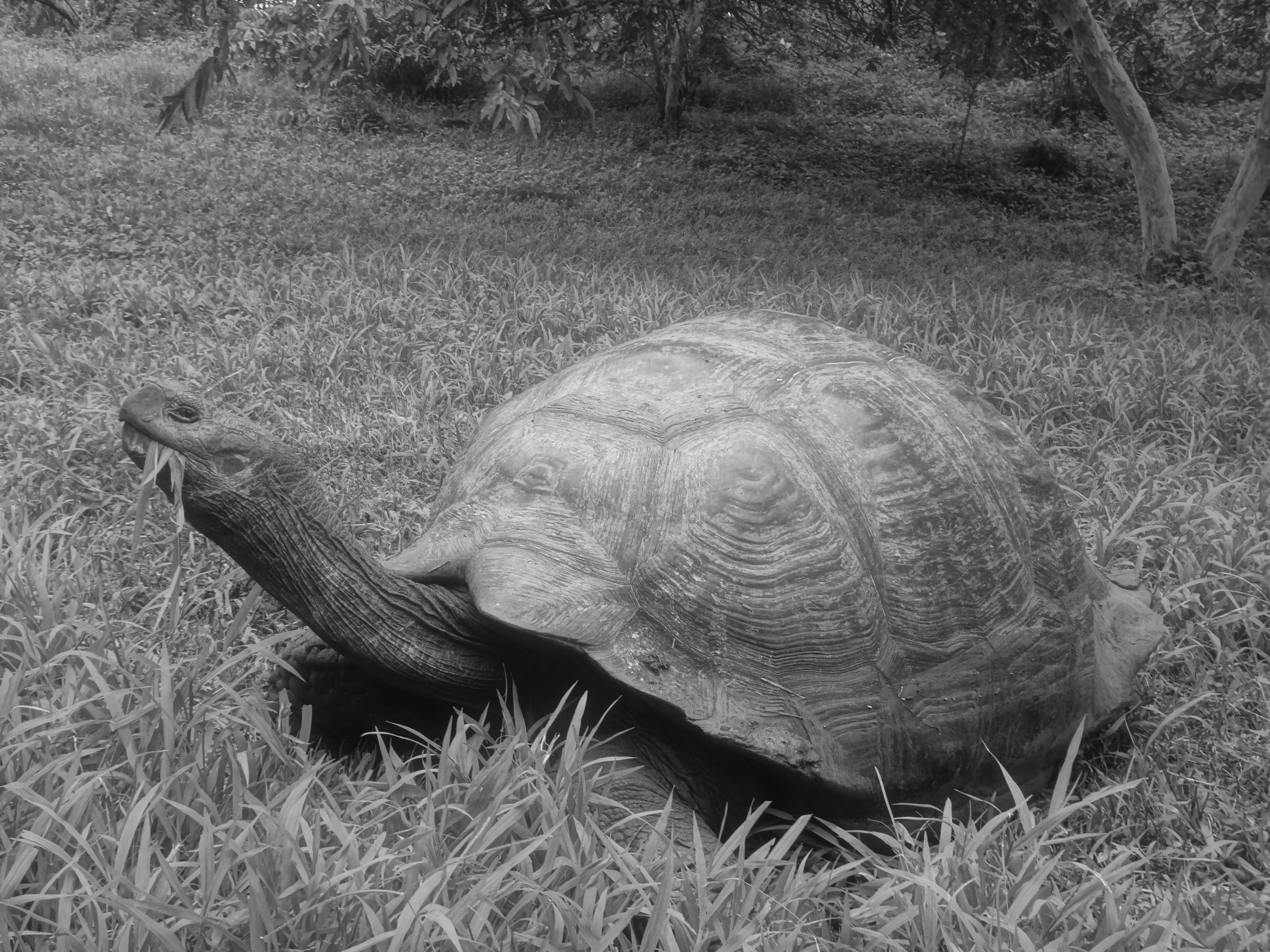
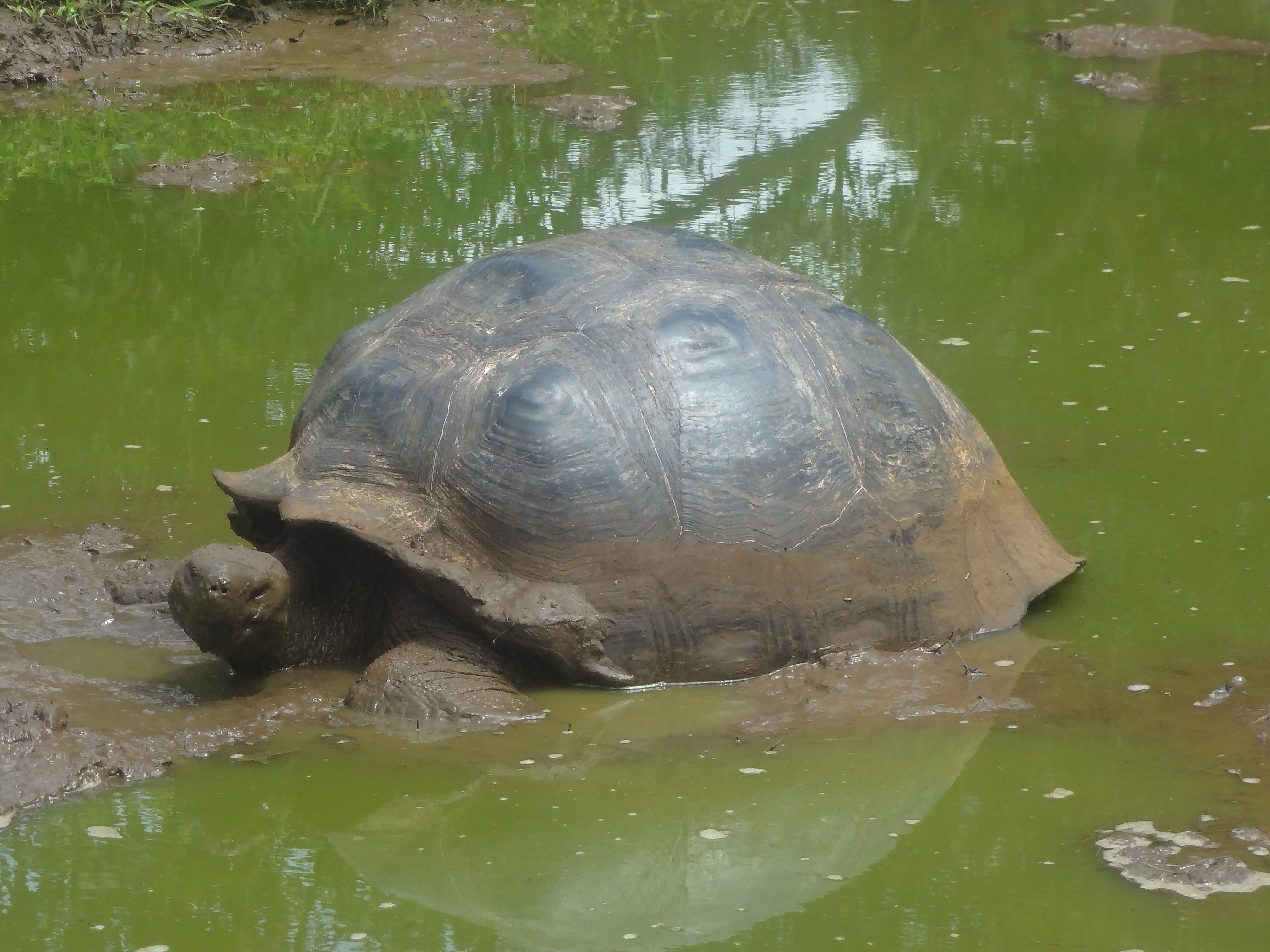
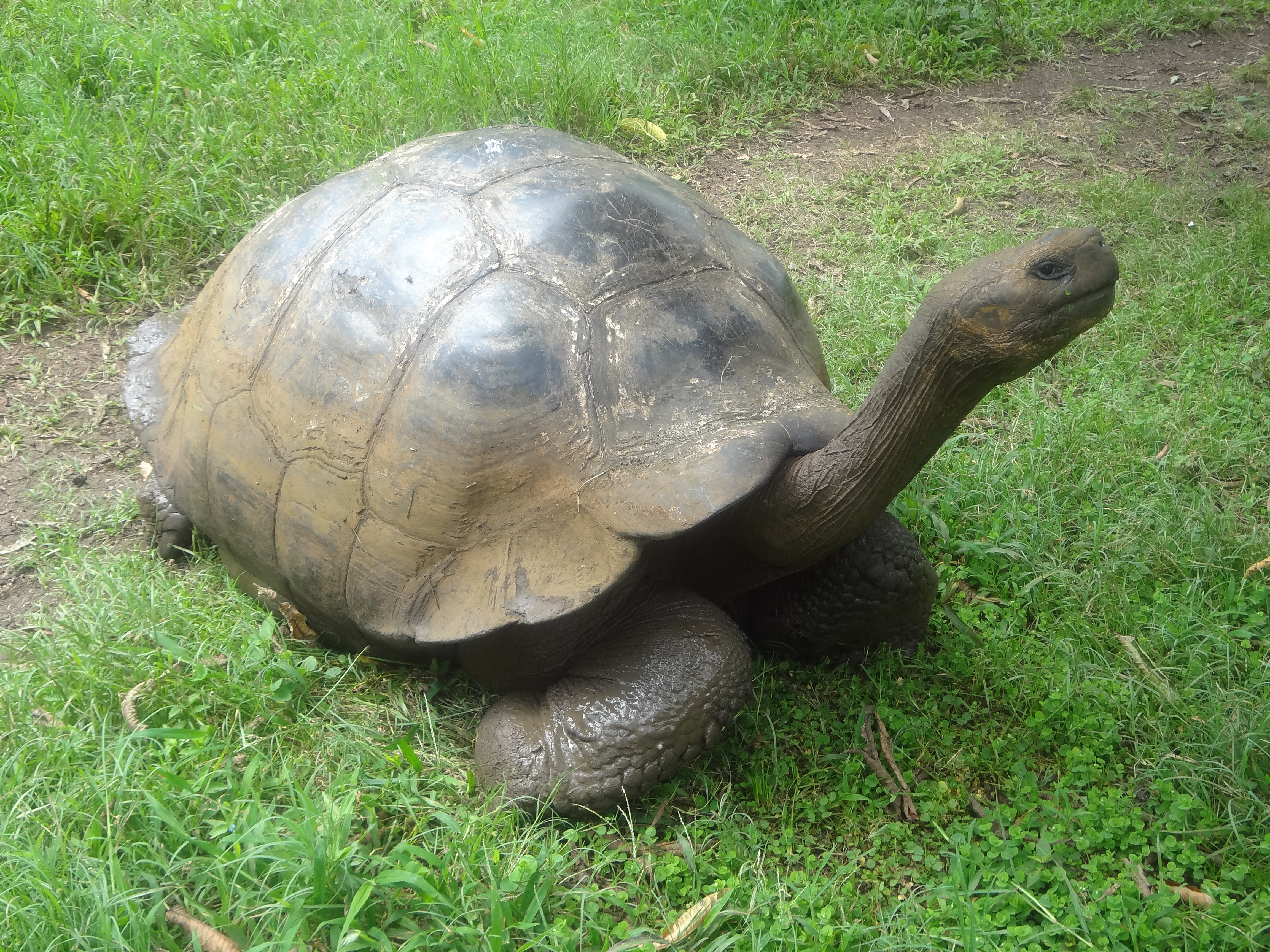
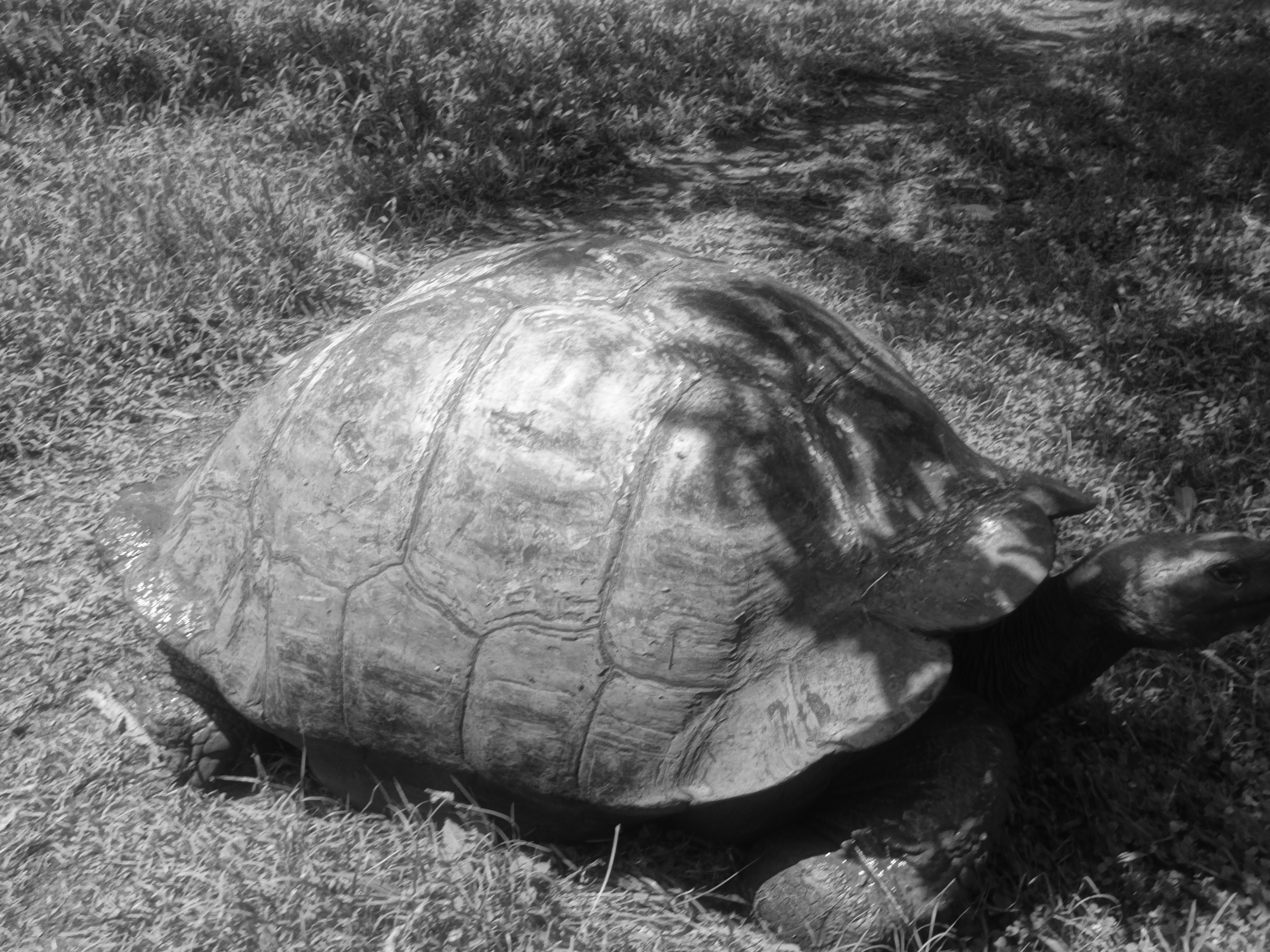
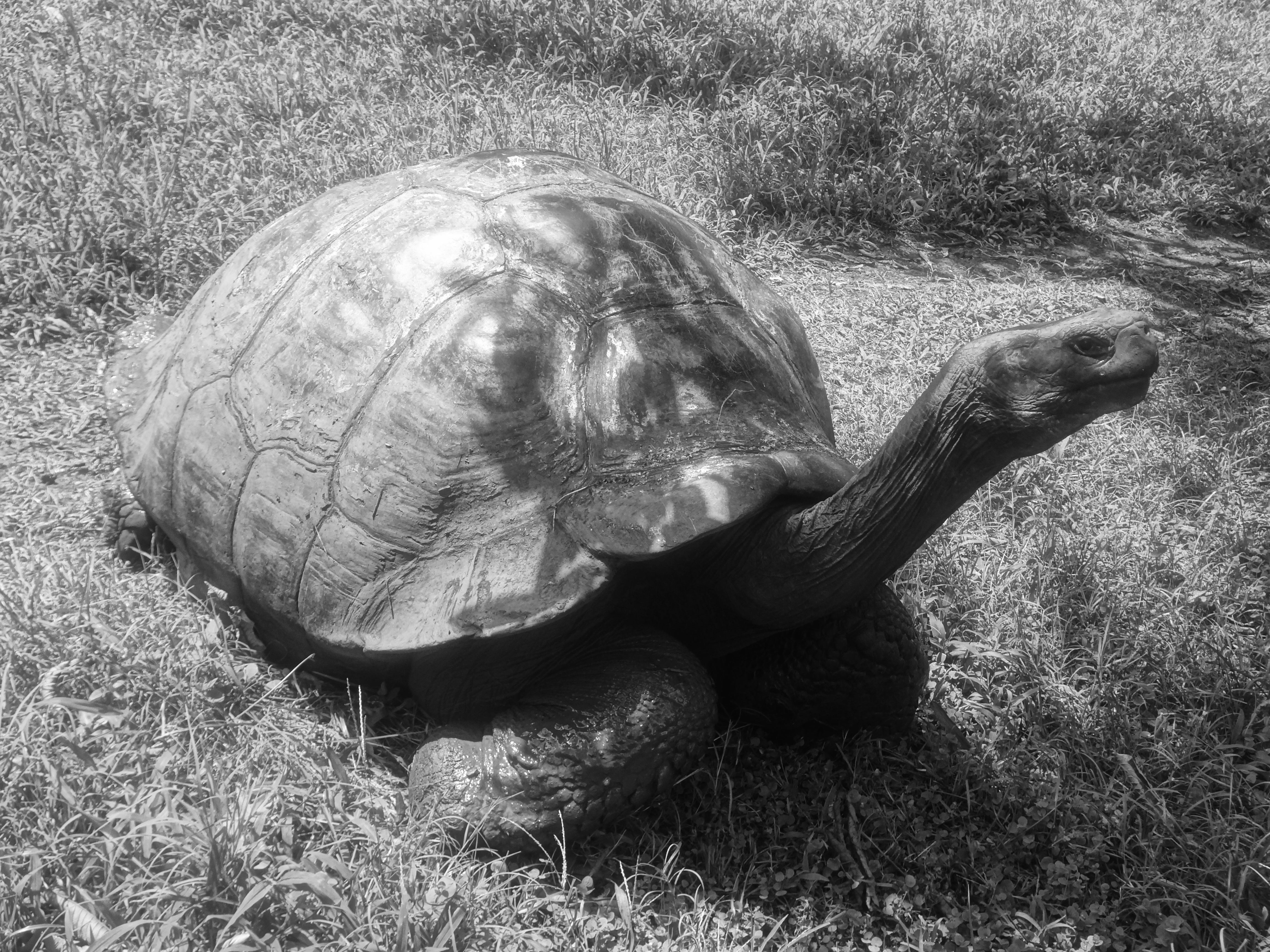
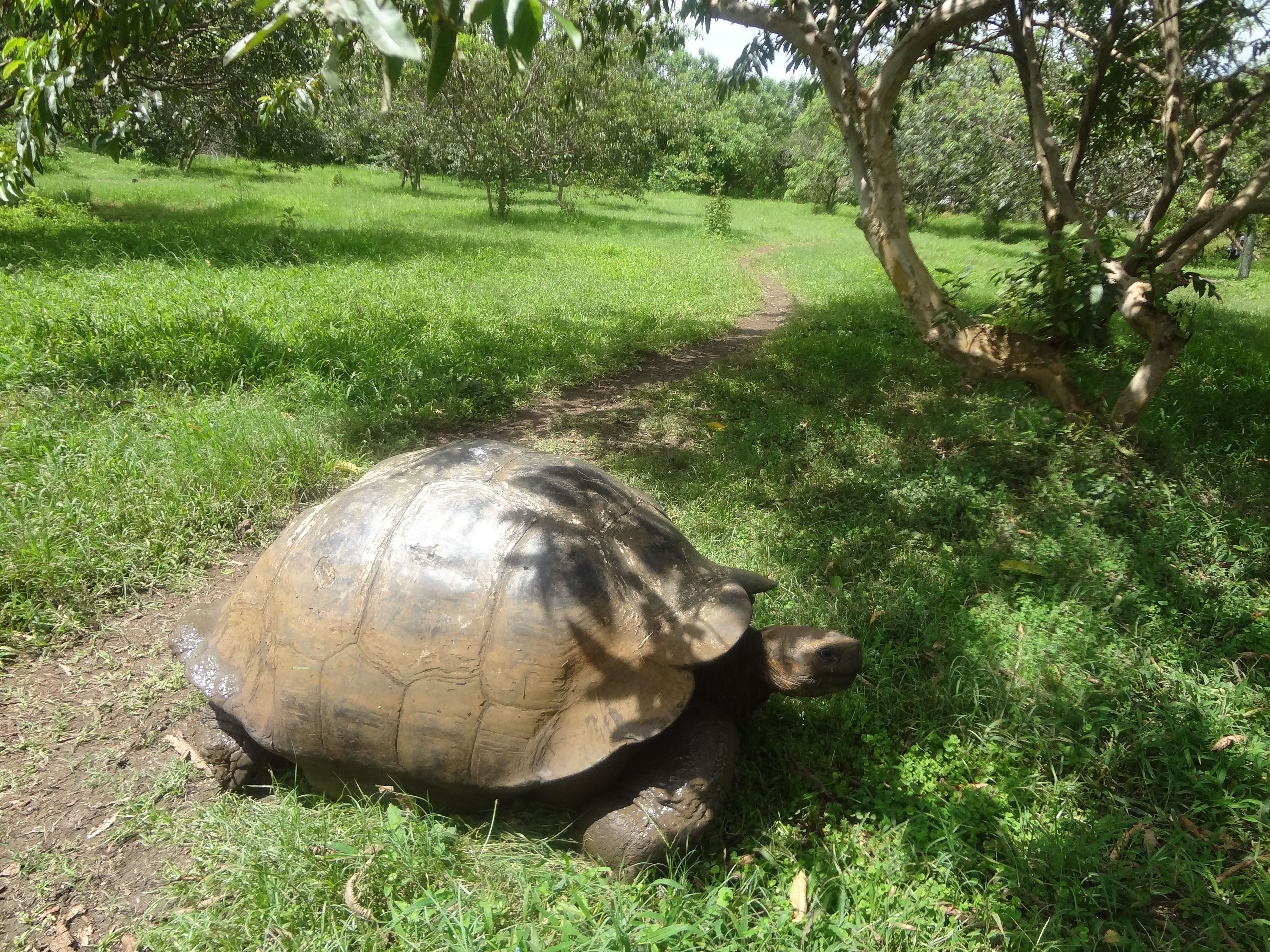
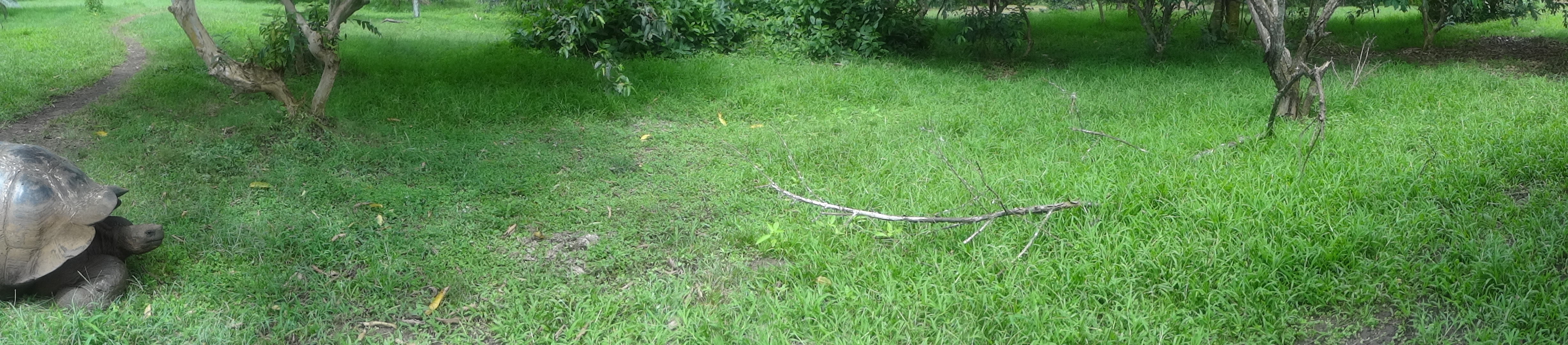
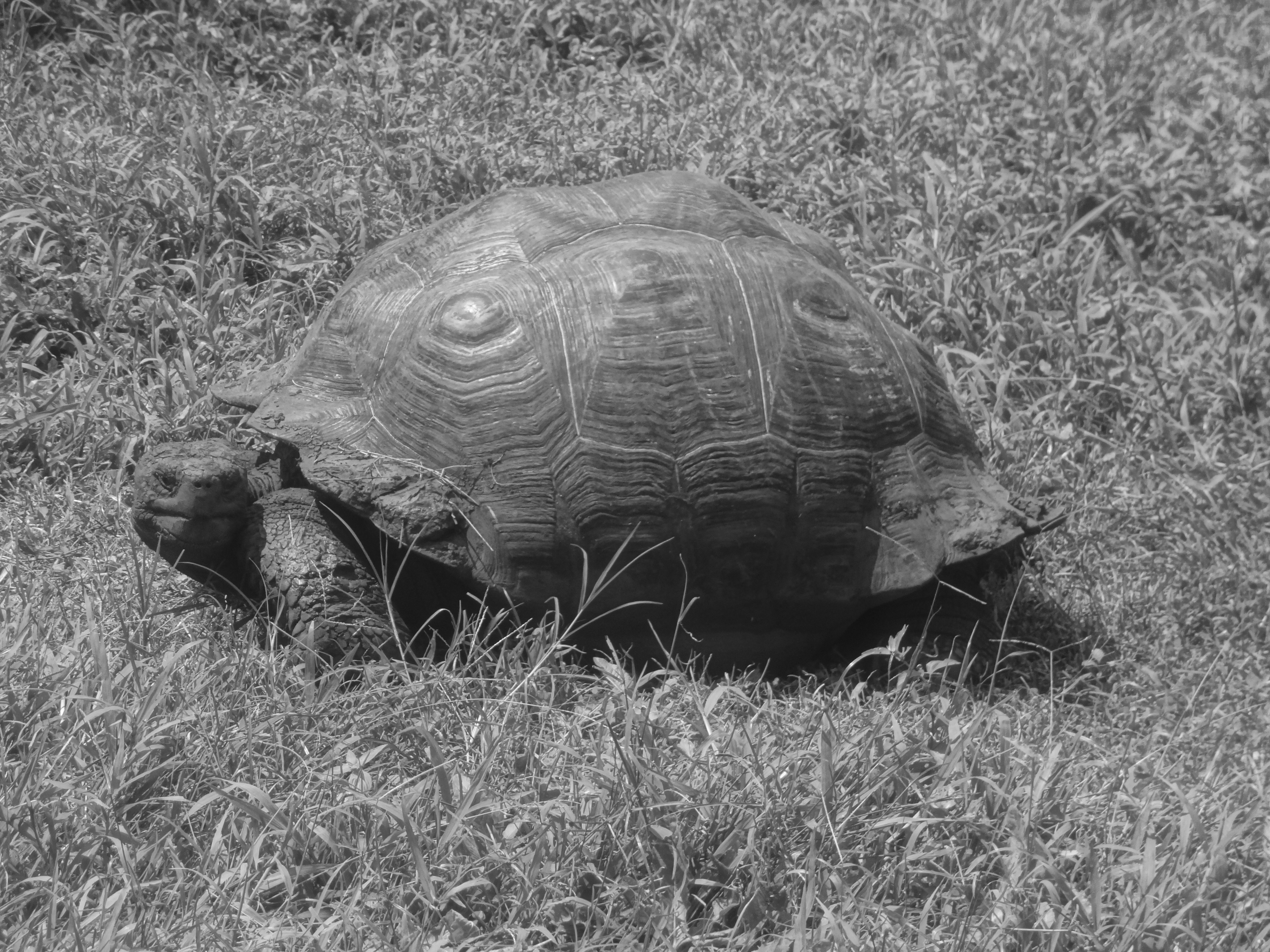
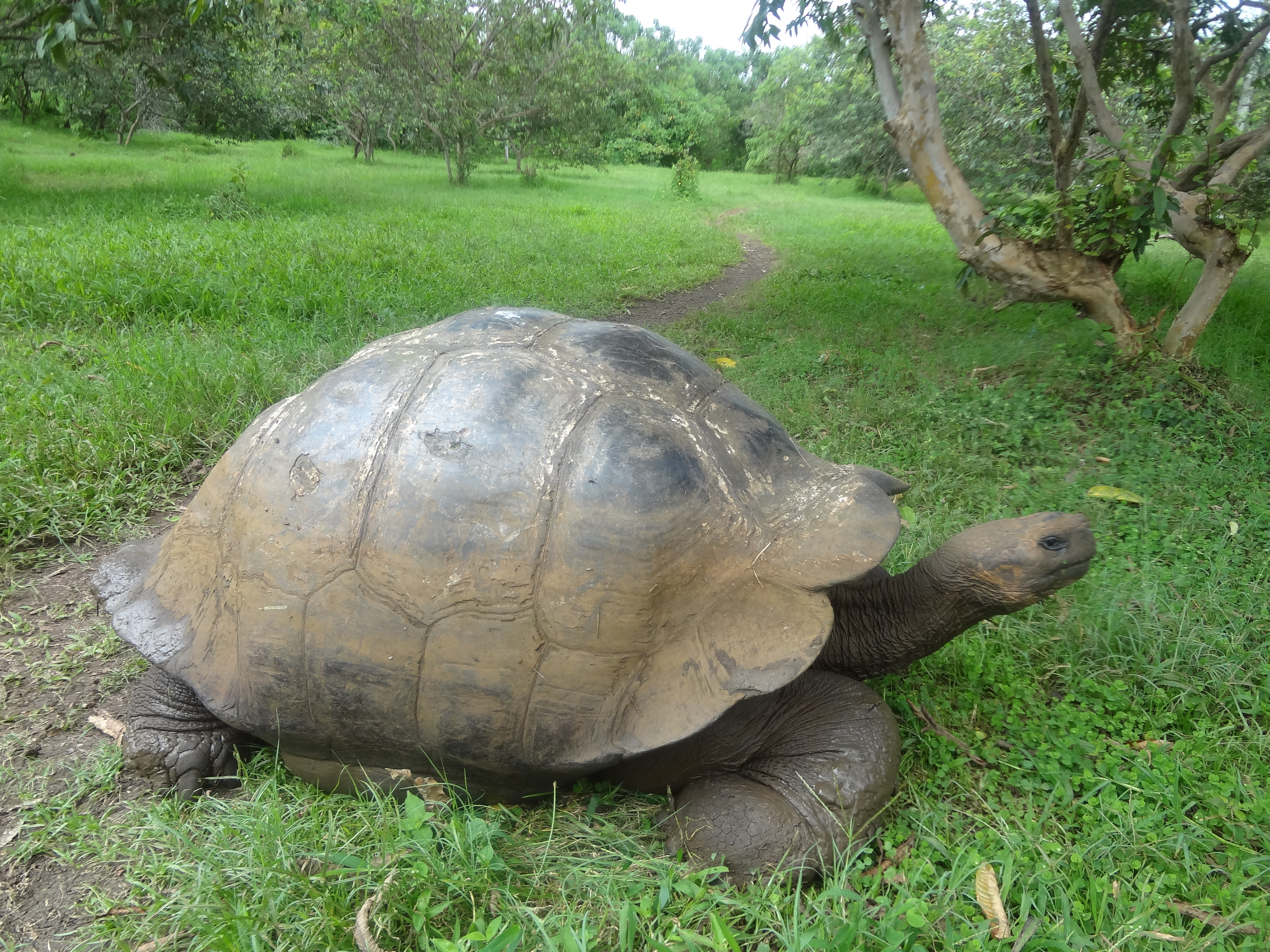
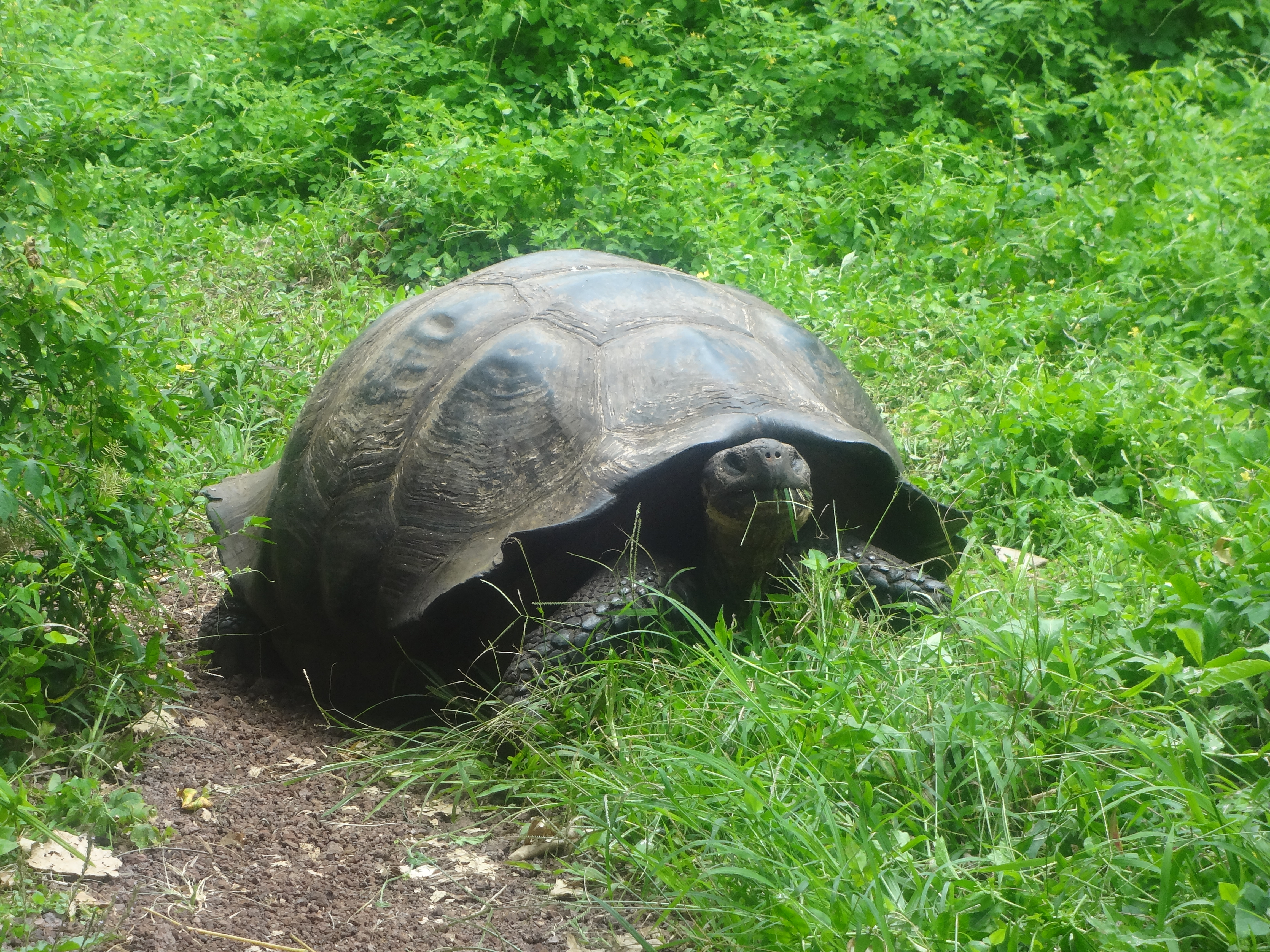
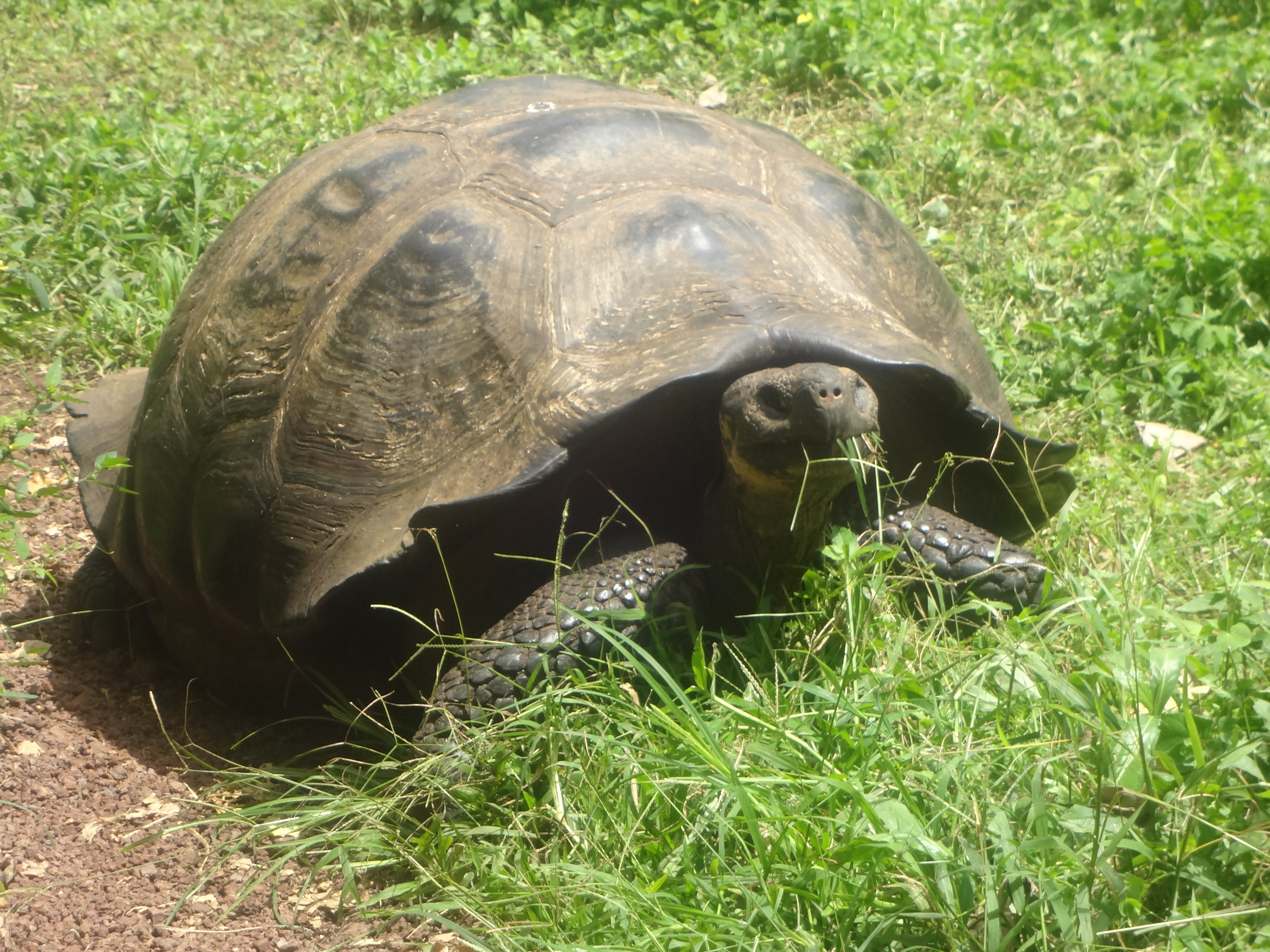
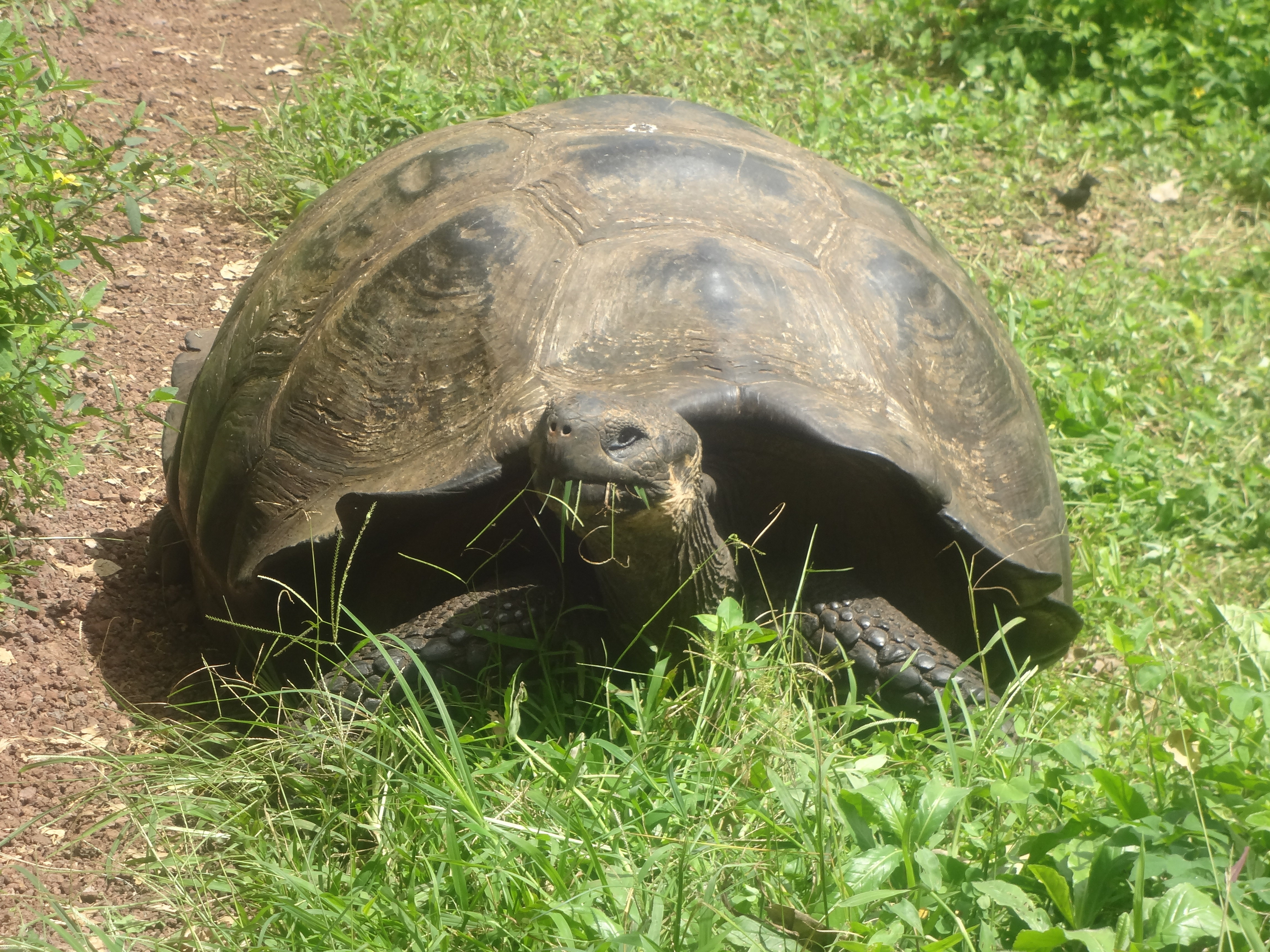
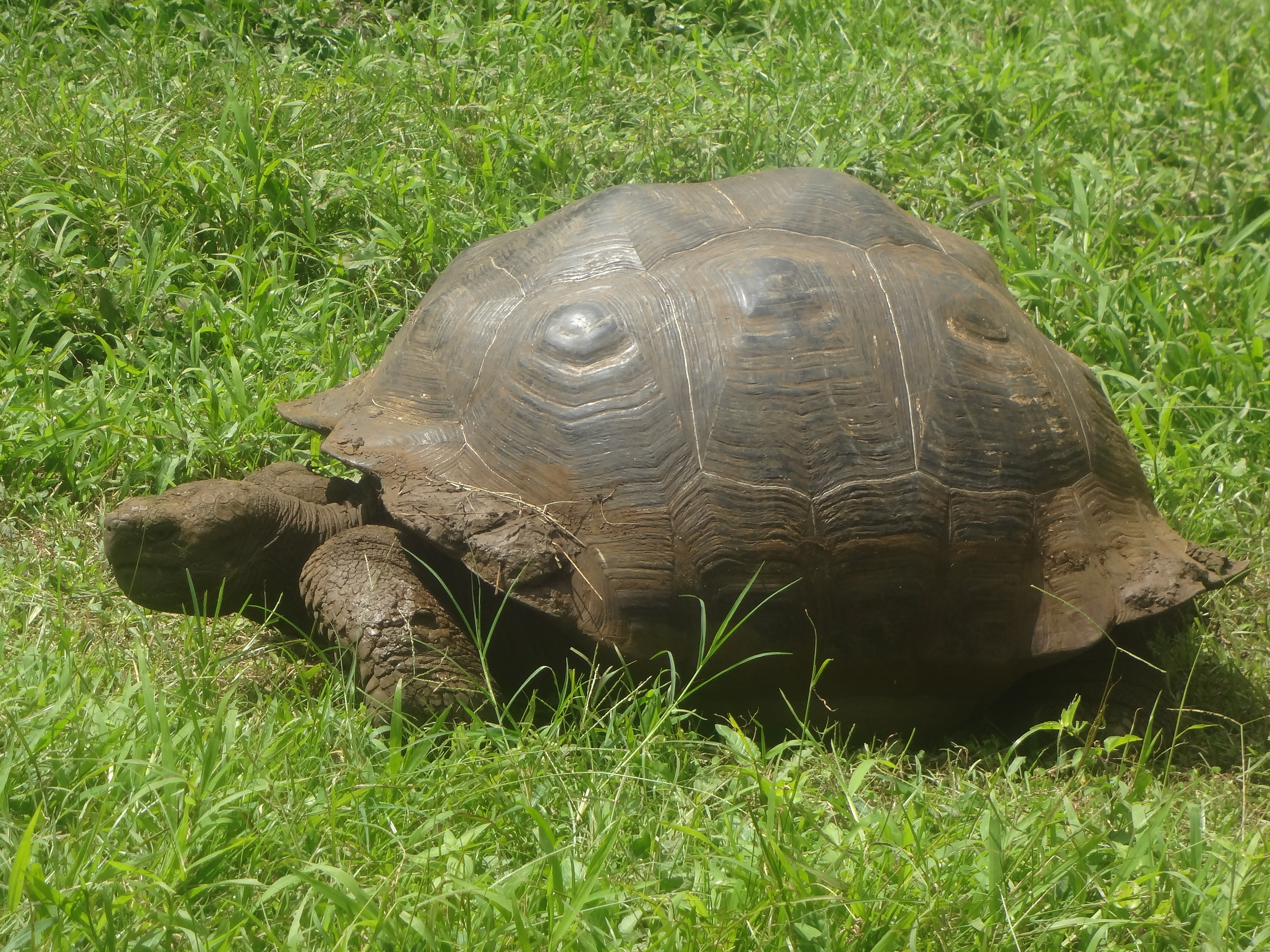
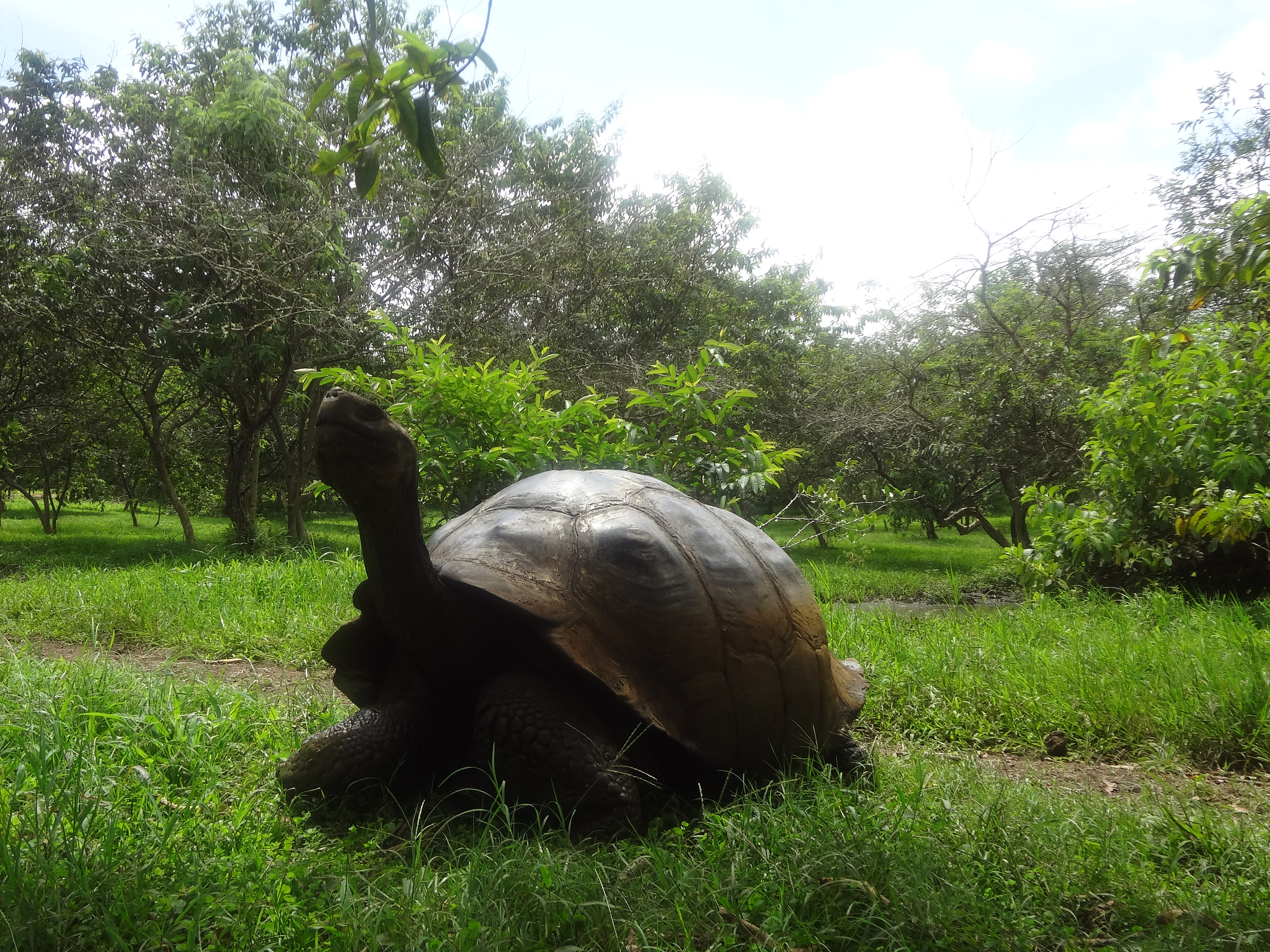
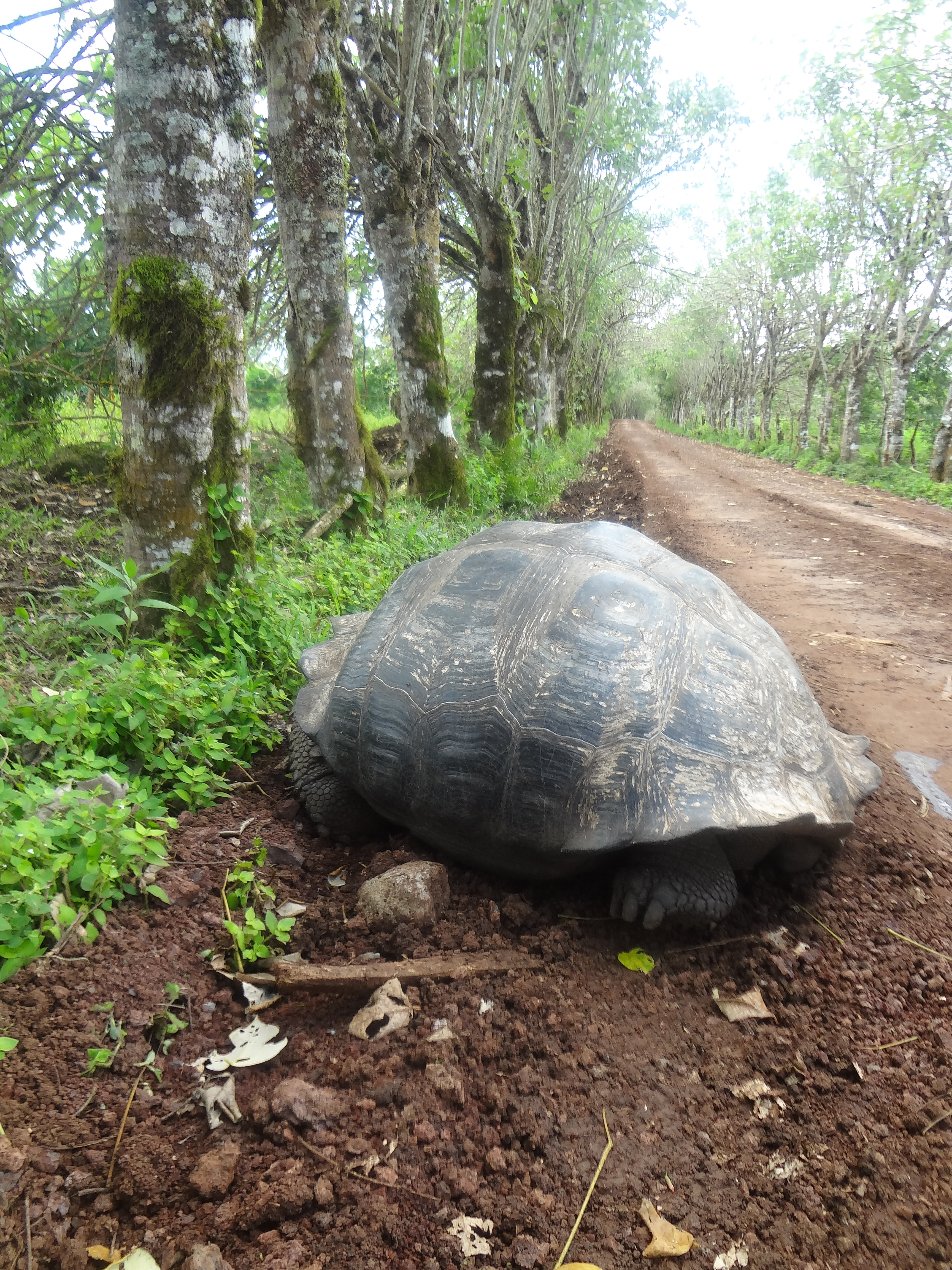
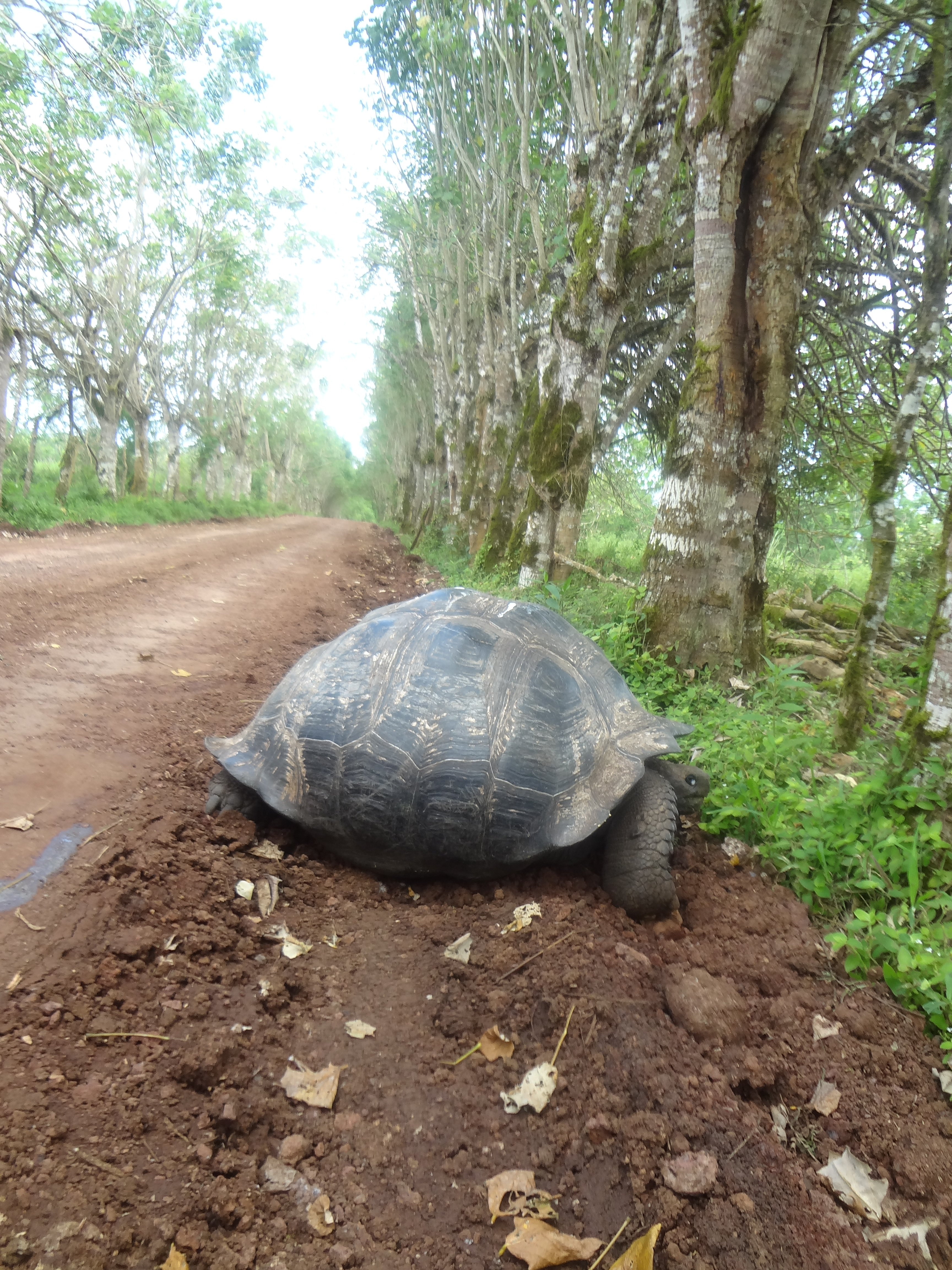
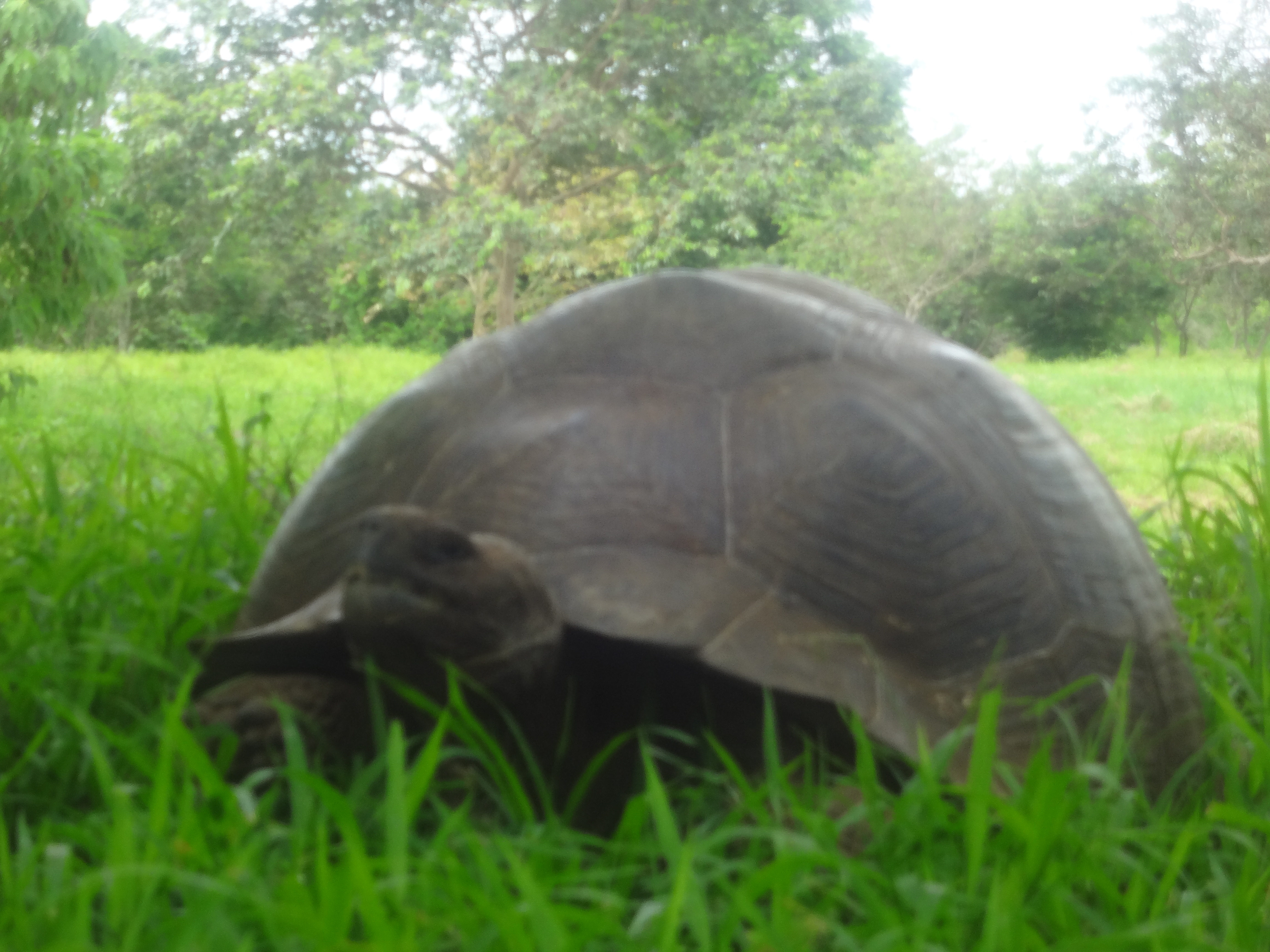
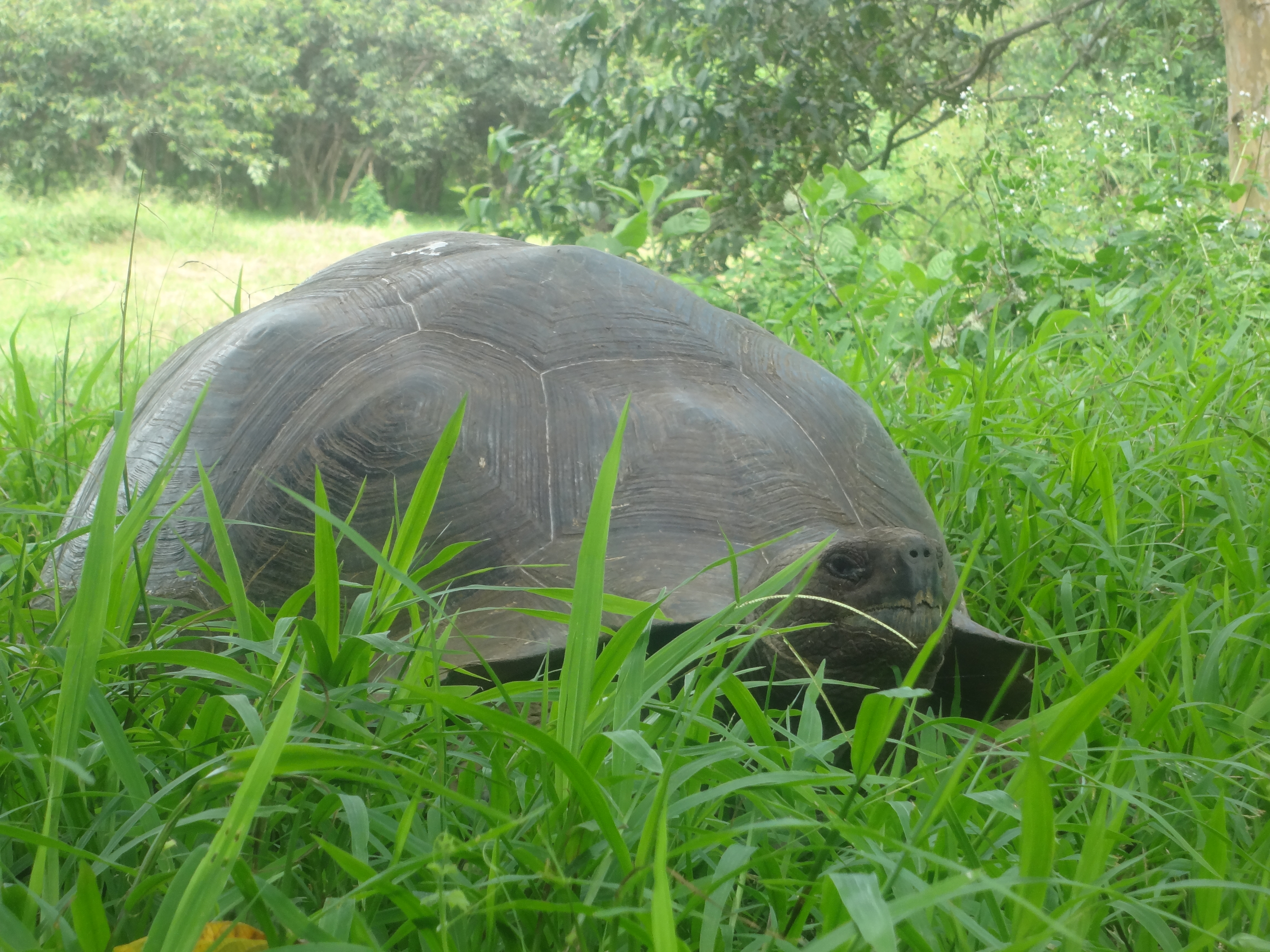
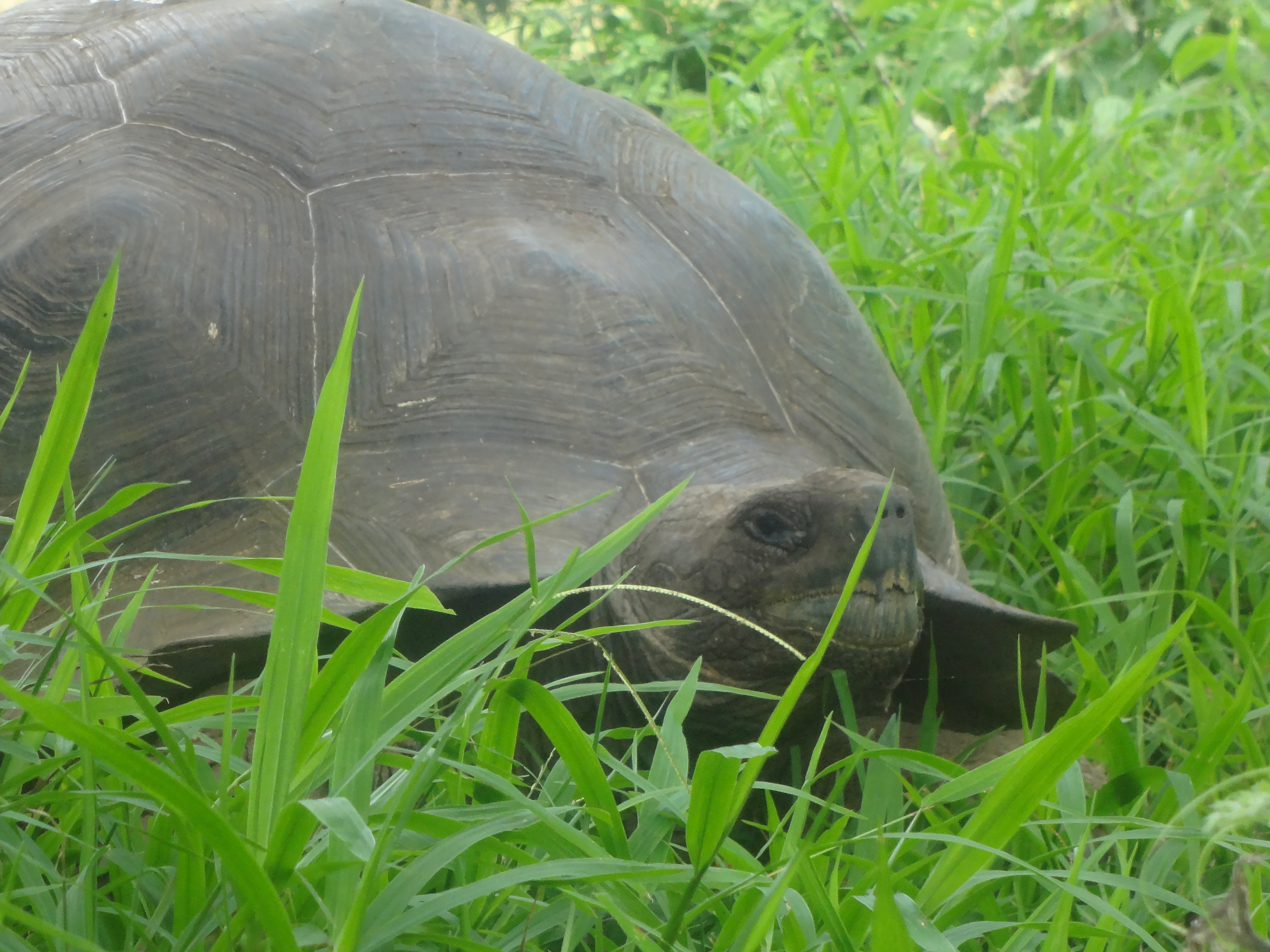
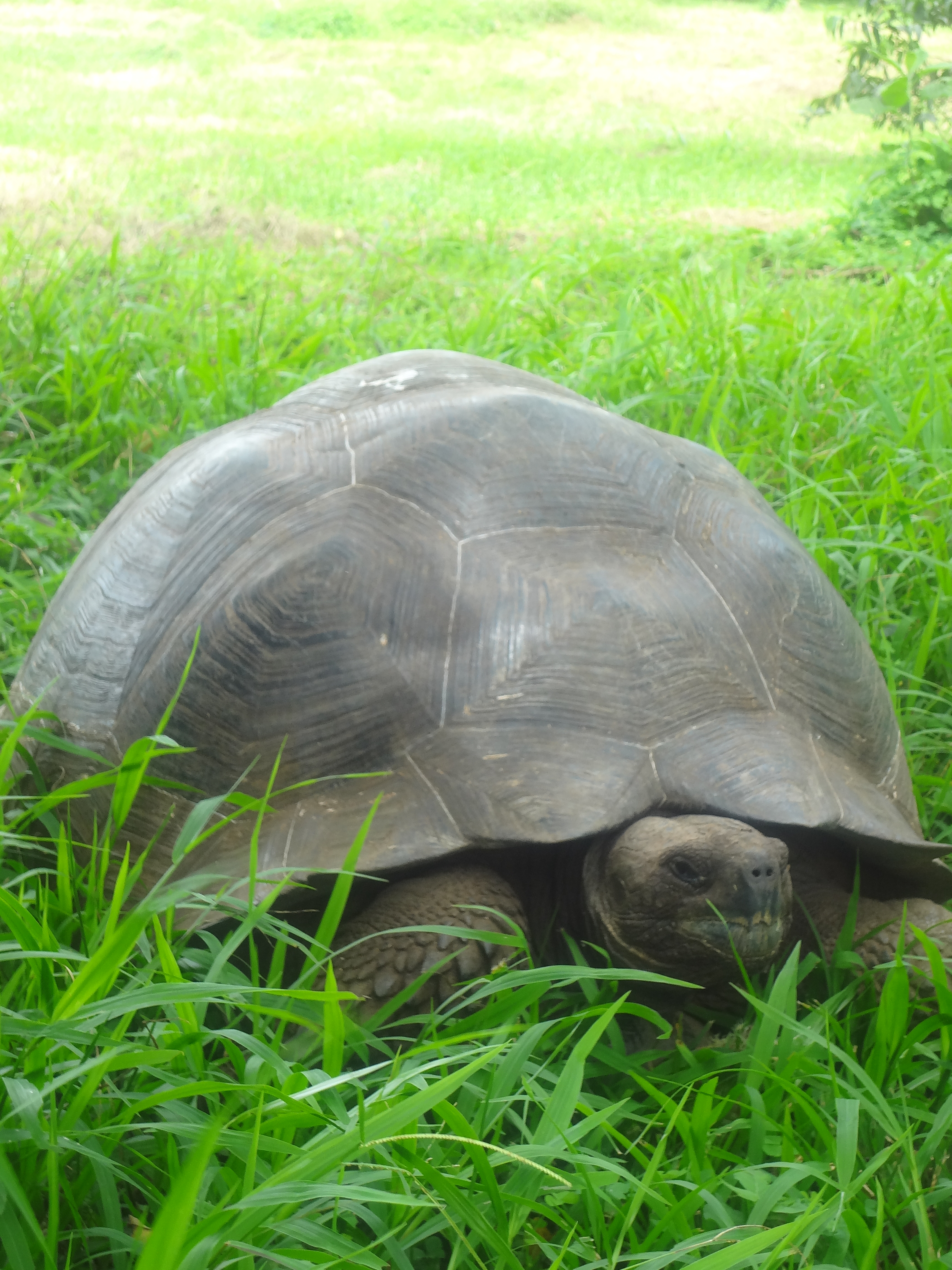